# Peinture romane
Ne doit pas être confondu avec Peinture romaine.

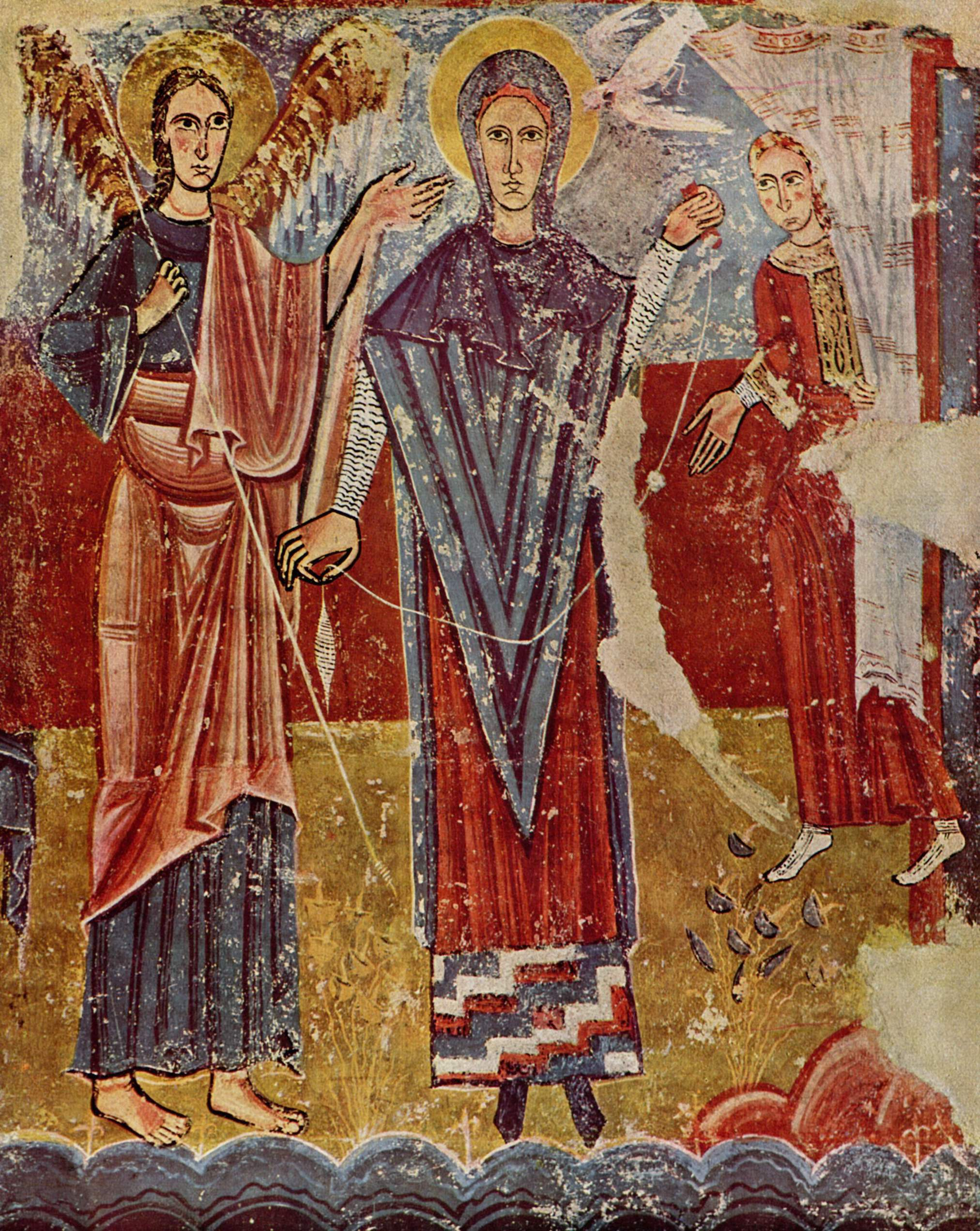
Annonciation de l'église Saint-Pierre de Sorpe (, Espagne), milieu du XIIe siècle.

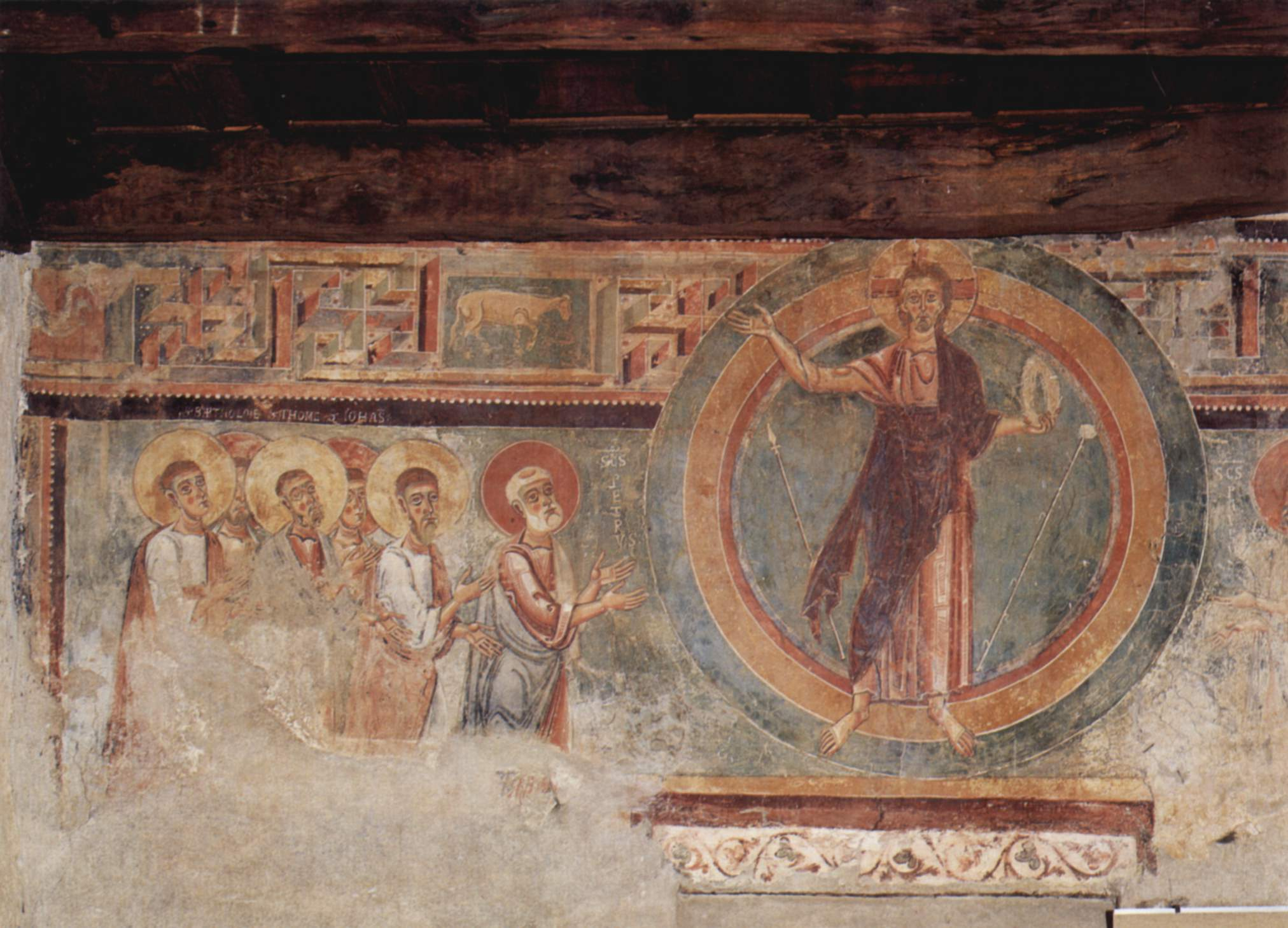
Christ triomphant avec les apôtres de l' (Acquarossa, Suisse), XIe siècle.

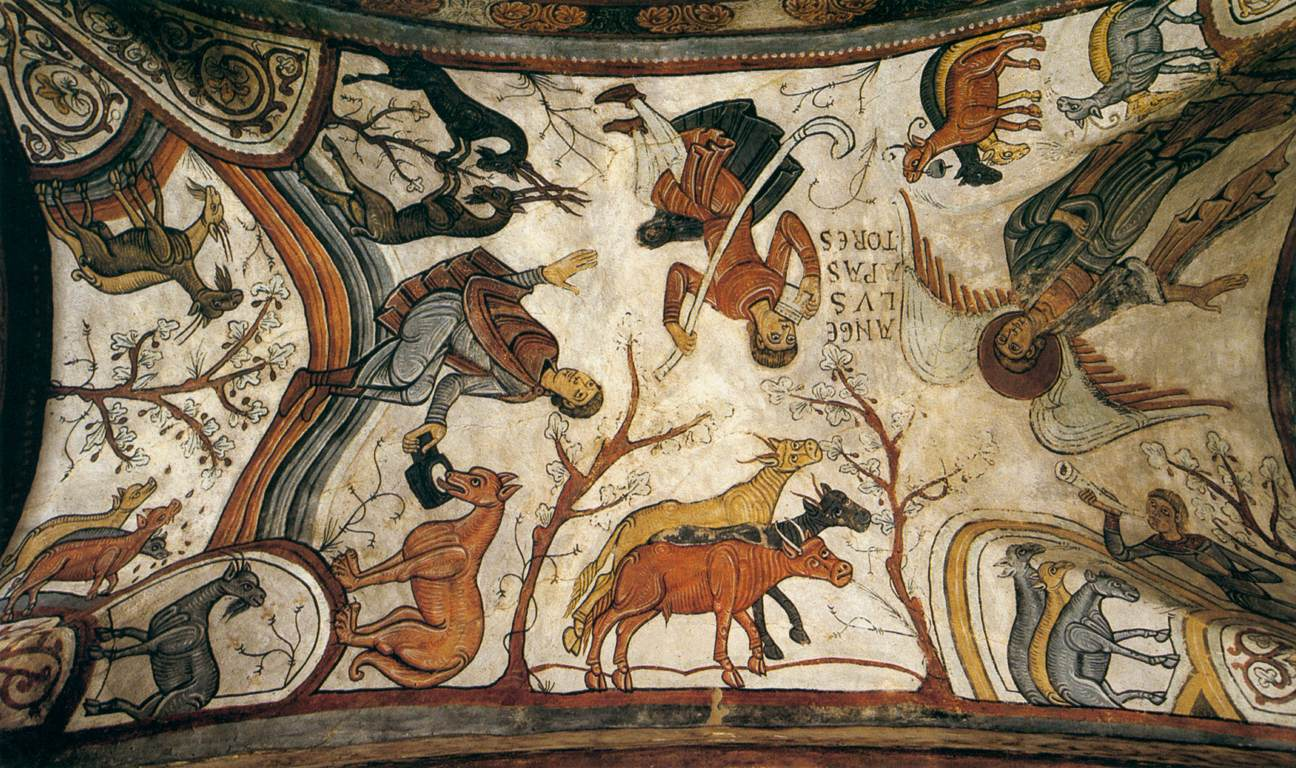
Annonciation aux bergers du panthéon des rois de Saint-Isidore de León, vers 1180.

La peinture romane est le nom historiographique,, des manifestations picturales de la période conventionnellement considérée comme « romane » dans l'Occident chrétien. De manière restrictive, elle est limitée aux XIe et XIIe siècles, bien qu'elle puisse être étendue aux périodes classiquement appelées « Préroman » (du Ve au Xe siècle) et « Roman tardif » (XIIIe siècle, coexistant avec celui conventionnellement appelé « gothique »).

« Si l'on considère la peinture romane dans son ensemble, qui s'est développée en Occident depuis l'invasion des barbares jusqu'au milieu du XIIIe siècle, lorsque la peinture gothique a commencé, on peut y distinguer plusieurs styles artistiques, similaires à l'architecture, dont les plus importants sont les suivants :
- L'imitation byzantine, appelée en Italie « art italo-byzantin », (en Sicile et Italie méridionale, dans la culture de la Sicile normande).
- L'art carolingien, qui a principalement lieu en France. Dans une chronologie antérieure, on parle d'art mérovingien ; en Allemagne, dans une chronologie postérieure, on parle d'art ottonien.
- L'art wisigoth et l'art mozarabe, en Espagne. Dans le préromantique espagnol, on évoque aussi l'art asturien et l'art de repeuplement.
- L'art roman lui-même, qui les suit.
- L'art irlandais et ses équivalents nordiques, un style distinct des précédents mais qui les influence tous — on parle d'art insulaire.

Le style d'imitation byzantin et le style roman se manifestent dans les peintures murales, les miniatures et les mosaïques ; tandis que les autres styles sont typiques des miniatures ou des enluminures de codex, les autres œuvres de ces derniers ayant disparu. »

— Francisco Naval y Ayerbe, Tratado compendioso de Arqueología y Bellas Artes, 1920.

« Suivant la tradition ancienne ininterrompue au cours du haut Moyen Âge, l'édifice roman n'était pas considéré comme achevé tant que ses murs n'étaient pas recouverts de peinture. »

— Isidro Bango Torviso.

« La peinture romane est un chapitre original et bref, car la disparition des murs continus, des voûtes et des absides lisses avec l'arrivée du gothique a mis fin à cette expérience de peinture murale. Nombre de ses caractéristiques s'apparentent à celles de la sculpture. [...] Une particularité sera donc sa subordination à l'espace architectural »

Les thèmes, fréquemment répétés, sont presque exclusivement religieux et participent d'une fonction didactique essentielle compte tenu de l'analphabétisme généralisé, en plus de comporter des contenus allégoriques accessibles uniquement à une minorité initiée (l'élite monastique et le haut clergé).
L'origine des formes et de l'iconographie est double : la mosaïque byzantine, revitalisée dans le sud de l'Italie ; et la tradition médiévale précoce de l'enluminure des manuscrits dans les scriptoria monastiques d'Espagne, d'Irlande et d'Europe centrale. L'art roman est dominé par l'horror vacui, la nécessité de remplir les espaces vides, tant sur les pages des manuscrits que sur les murs des églises, avec des formes et des couleurs ; des formes de préférence synthétisées et symétriques, délimitées par des traits rigides (contours de lignes noires) et des couleurs pures et vives, interprétées comme une réaction à l'obscurité des bâtiments et du cadre de vie. Dans les environnements conventionnels, sans ombres ni profondeur, avec peu ou pas de représentation du paysage, et sans perspective linéaire (mais perspective hiérarchique), les figures sont hiératiques et simplifiées (par exemple, les drapés ou les traits du visage identiques), juxtaposées et frontales, multipliées dans des rythmes répétitifs (comme le fait le décor abstrait en bandes, les bordures ou les chantournés) ; un ensemble de traits qui produisent un effet d'intemporalité et d'ubiquité, interprété à la fois comme dramatique et naïf ou art primitiviste, qui a fasciné l'avant-garde du XXe siècle. Au contraire, ce style a été très peu valorisé depuis les derniers siècles du Moyen Âge, étant remplacé par des œuvres ultérieures et même détruit (souvent avec son environnement architectural) ; ce qui a fait que, à quelques exceptions près (comme le Panthéon des rois de Saint-Isidore de León), la plupart des exemples qui ont survécu jusqu'à nos jours sont en réalité les moins importants, des fresques de petites églises rurales de des zones éloignées des grands centres artistiques, qui ont parfois été préservées précisément parce qu'elles ont été recouvertes pour laisser les murs blanchis à la chaux,.
Bien que d'une grande variété expressive, entre le calme majestueux et sévère et l'agitation délirante et visionnaire, le roman est une peinture fortement déformée et stylisée, avec très peu de vestiges de la chaleur naturaliste et humanisante appréciable tant dans l'art classique de l'Antiquité comme, plus tard, dans la peinture gothique.

## Peinture préromane

### Imitation de style byzantin ou italo-byzantin
« ... (à la « manière grecque », selon les Italiens) possède les qualités nobles et les vices radicaux du style qu'il imite et les conserve à tel point que nombre de ses œuvres pourraient très bien passer pour byzantines, car seules de légères différences les en séparent. Elle s'est surtout développée en Italie, où les artistes byzantins ont fui en grand nombre pour échapper à la persécution iconoclaste et où la mosaïque byzantine a trouvé plus d'imitateurs qu'ailleurs. Et comme cette dernière, qui servait de modèle aux artistes, ne se prête pas aussi facilement à l'expression des visages ou à l'aisance du drapé ou à une belle perspective qu'un bon pinceau lorsque le imite la nature, les peintures italo-byzantines souffrent donc des défauts précédemment observés dans les mosaïques de l'Orient. Diverses mosaïques, peintures, peintures murales et tableaux à fond d'or ont été réalisés dans ce style et sont des exemples typiques, dont les suivants, parmi beaucoup d'autres, existent aujourd'hui :

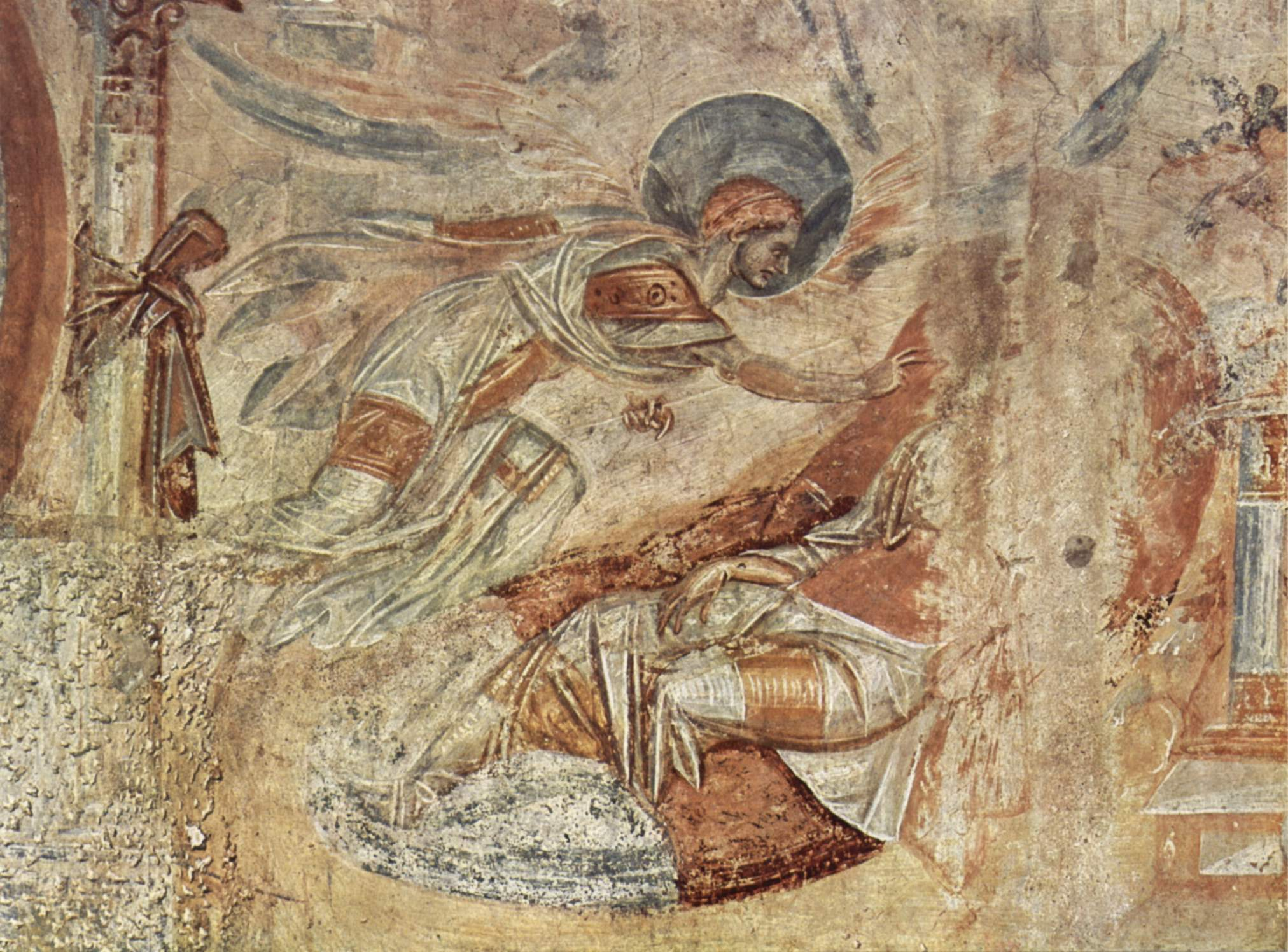
Rêve de Joseph, du Maître de Castelseprio (datation controversée, entre le, en tout cas antérieure à 948).

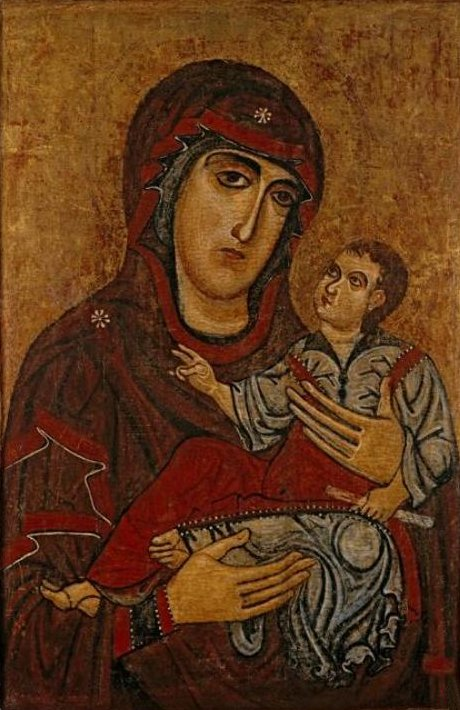
Madone de l', vers 1200.

- Les mosaïques de la basilique Sainte-Agnès-hors-les-Murs, du VIIe siècle.
- Certaines fresques des cryptes de Saint Corneille et Sainte Cécile dans la catacombe de Saint-Calixte, des VIe et VIIe siècles [ sic; possiblement du IXe siècle pour celles de Sainte Cécile et des VIIe ou VIIIe siècle pour celles de Saint Corneille, ].
- Celles de l'ancienne basilique Saint-Clément-du-Latran, du IXe siècle. [ sic; possiblement du XIe siècle ].
- Celles de la basilique Saint-Laurent-hors-les-Murs, du XIIe siècle. »

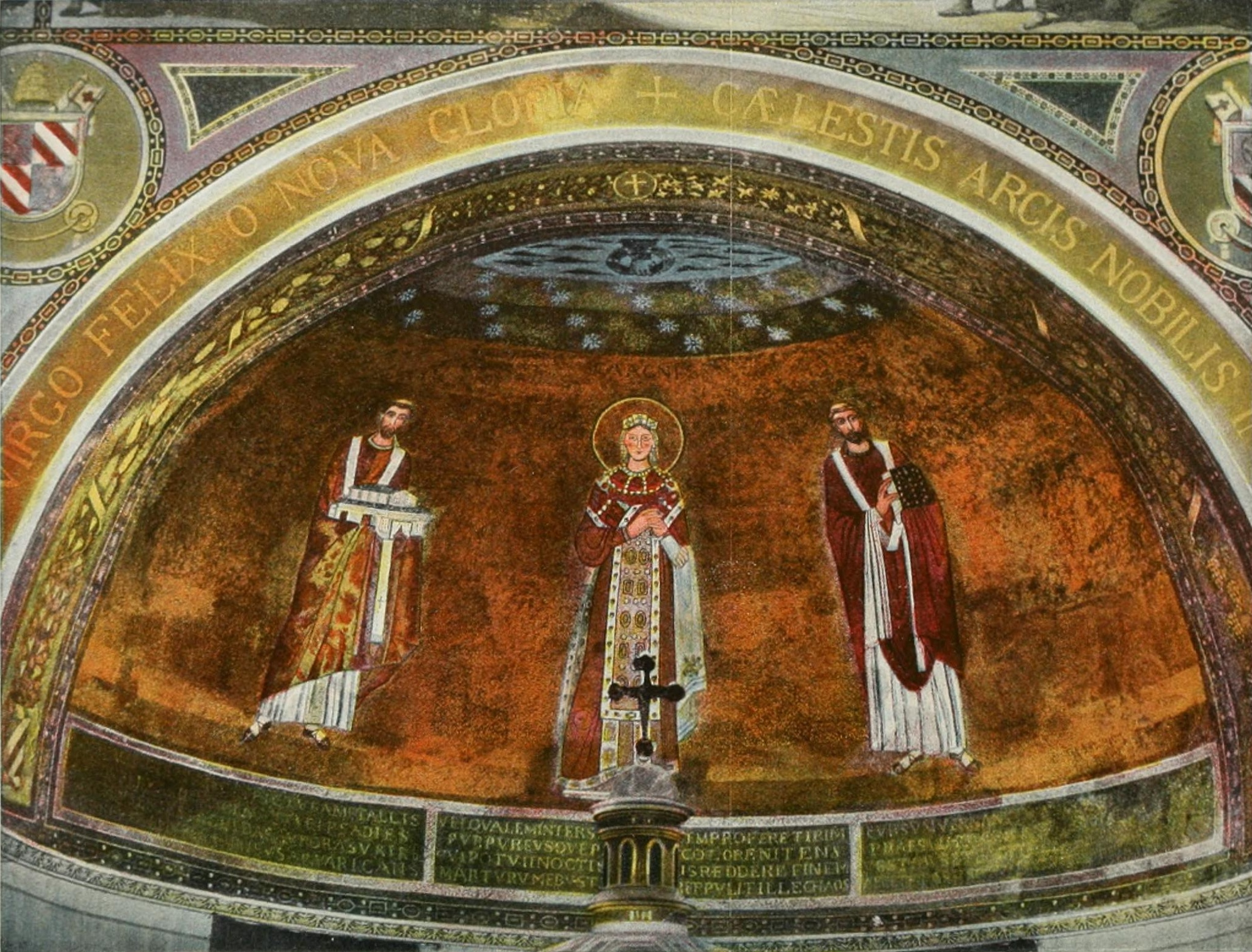
Mosaïques de l'abside de Sainte-Agnès.
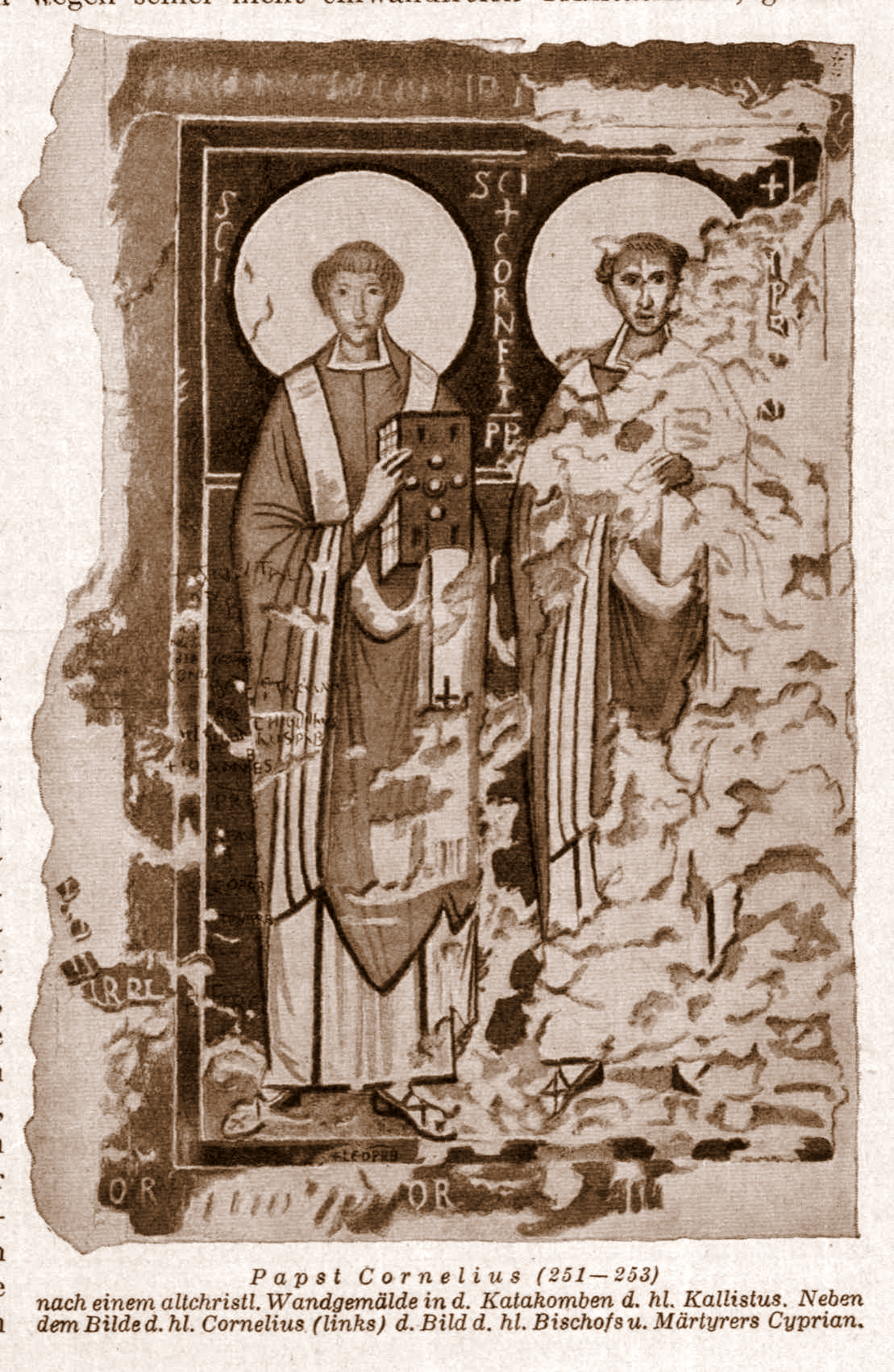
Le pape Saint Corneille et le martyr Cyprien dans les catacombes de Saint-Calixte.
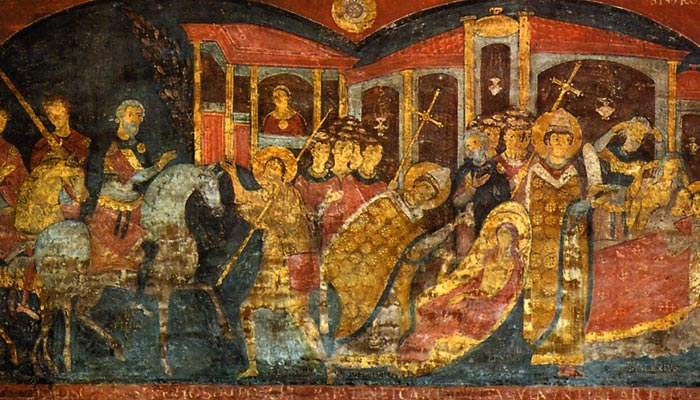
Fresques de Saint-Clément. La chronologie semble dater du XIe siècle.
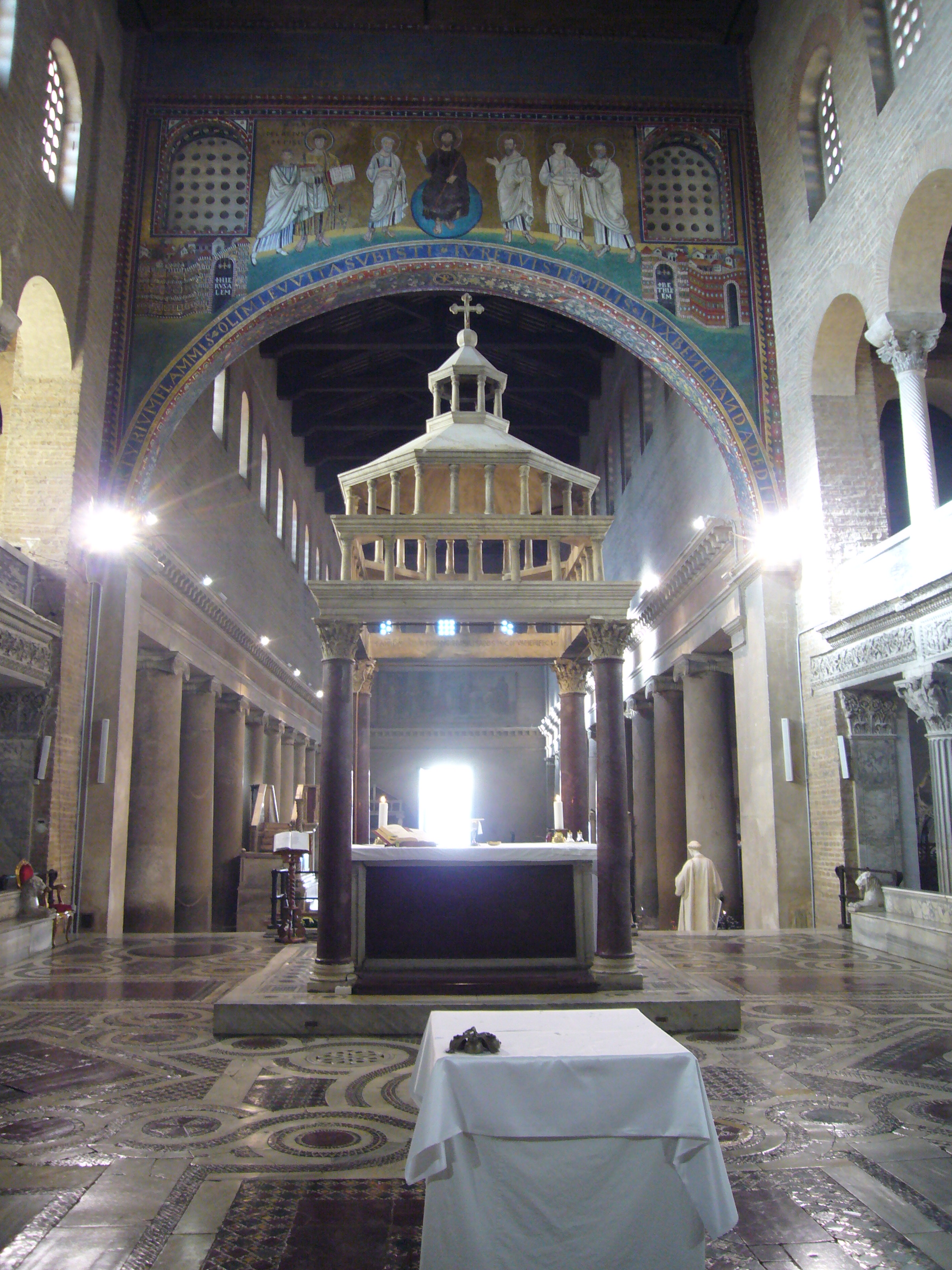
Nef de Saint-Laurent.

« Il ne manque pas d'exemples de cette dernière période en Italie qui révèlent leur indépendance par rapport au byzantinisme et préservent mieux la tradition romaine, et devraient donc être qualifiés de romans, par exemple :
- Les fresques du monastère de Volturno.
- Les fresques de la basilique de Saint-Élie (it), à Castel Sant'Elia.
- Les mosaïques de la cathédrale d'Aoste »

### Style carolingien
« Connu uniquement dans les miniatures de son époque (fin du VIIIe siècle et pendant la plus grande partie du IXe siècle), il va de pair avec l'écriture du même nom et résulte de la combinaison des écritures classique, byzantine, syriaque et de l'alphabet de l'époque. Elle se distingue par l'utilisation fréquente de fonds violets et d'applications d'or et d'argent dans les dessins et par l'adoption de magnifiques motifs architecturaux pour décorer les livres ou les codex (en utilisant le procédé de la gouache), et adopte également plusieurs figures très malheureuses dans le dessin, parmi lesquelles on peut voir pour la première fois des portraits des personnes à qui l'ouvrage a été dédié ou qui l'ont fait faire pour eux (ou qui veulent être des portraits). Ces ouvrages étaient généralement des sacramentaires et des copies de la Bible ou de parties de celle-ci, parmi lesquelles les Évangiles et les Psautiers abondaient. Leurs principaux centres étaient Reims, Corbie, Metz et Tours et parmi les ouvrages encore conservés figurent les suivants :

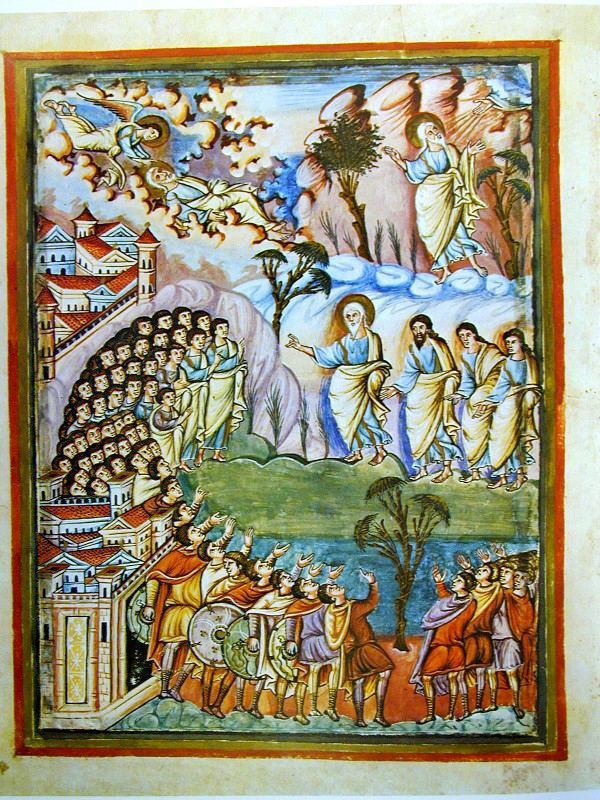
Bible de Saint-Paul-hors-les-Murs.

- L'Évangéliaire de Saint-Médard de Soissons
- La première et la seconde Bible de Charles le Chauve
- L'Évangéliaire de Godescalc, »

### Style ottonien

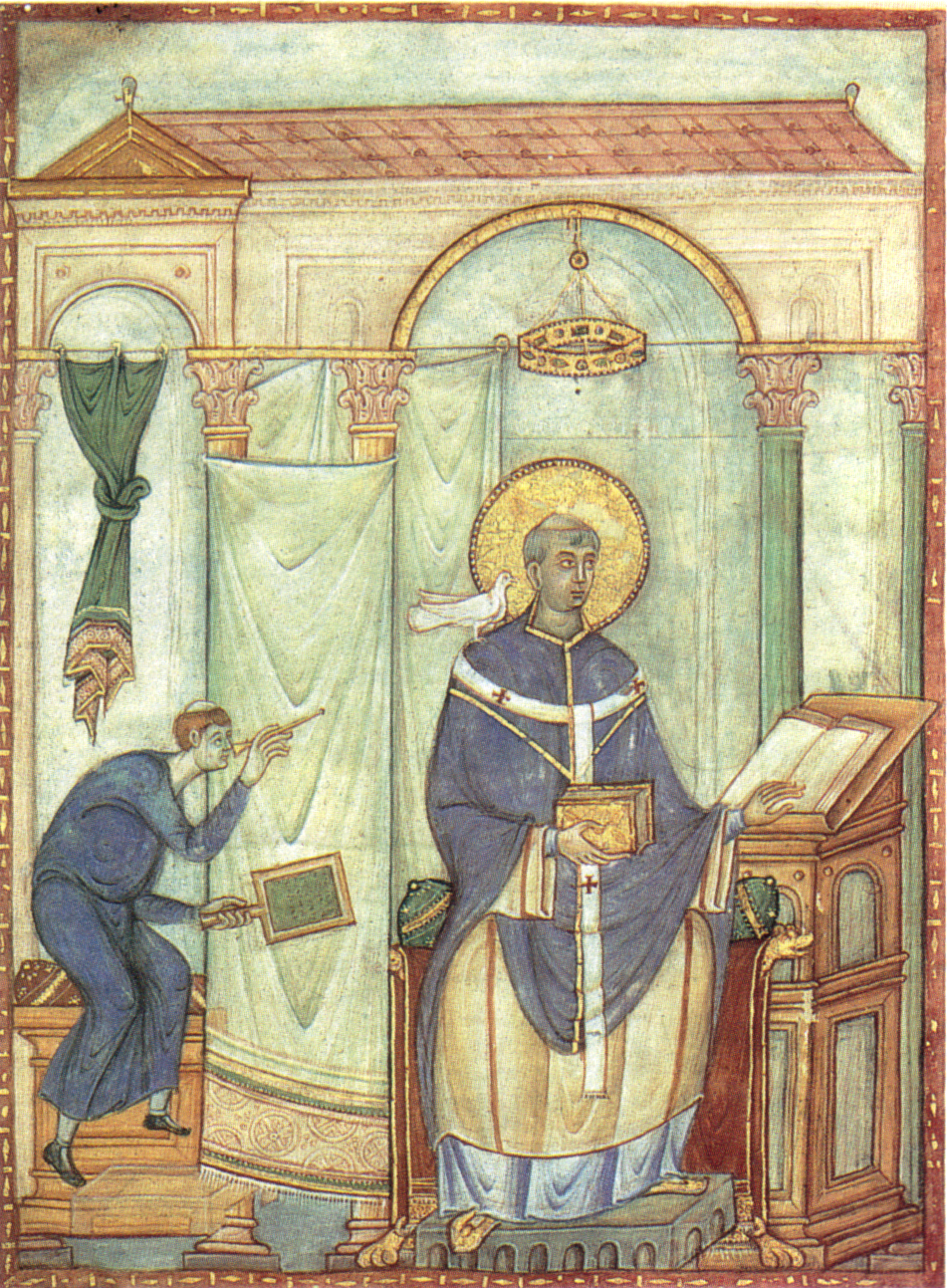
Registrum Gregorii, dont deux feuillets enluminés sont attribués au maître anonyme du Registrum Gregorii, dont le style est reconnaissable dans d'autres manuscrits datables à Trèves entre 980 et 996.

« Au cours du Xe siècle, le style en question prend un nouvel élan, bien qu'il imite davantage les modèles romain et byzantin, grâce au règne des Ottones en Allemagne, que l'on a appelé Renaissance ottonienne : leurs miniatures regorgent de paysages, de motifs architecturaux et de portraits d'empereurs. Les villes de Reichenau, Trèves et Cologne ont été les centres de ce mouvement. Entre-temps, jusqu'à l'époque gothique, la miniature en France continue d'être très variée et décadente, avec une certaine imitation du style carolingien. »

### Style wisigoth et mozarabe
« Le style wisigoth dans l'art de la miniature, bien que peu connu, devait être comme son continuateur et héritier le mozarabe (ou Reconquête) en Espagne, qui se caractérise par ses couleurs vives et même criardes, en particulier le jaune intense ; pour ses figures barbares et enfantines, parfois calligraphiées ; pour ses animaux fantastiques, ses lettres ornementales à figures humaines, ses motifs architecturaux d'arcs en fer à cheval et ses entrelacs fantaisistes et autres motifs ornementaux géométriques, imitant les œuvres irlandaises et carolingiennes. [...] La Bible de La Cava est également citée comme étant wisigothe [en fait asturienne]. Provenant du monastère du même nom à Salerno, en Sicile, et datée du VIIIe siècle, elle contient des dessins décoratifs, sans vignette. Les centres de telles mignatures furent principalement :

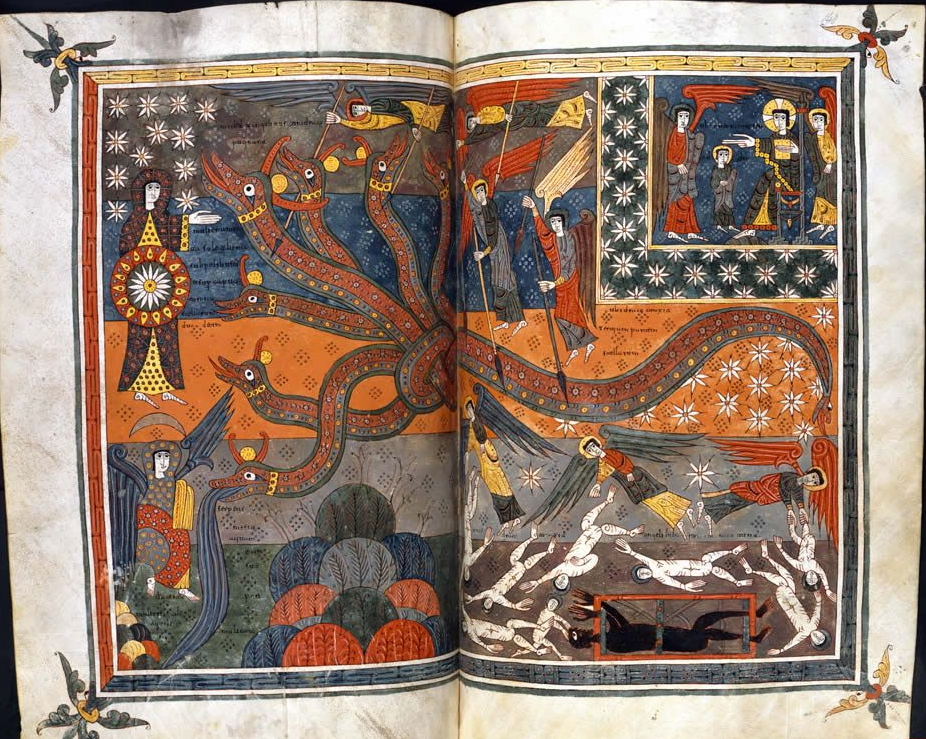
Beatus de Silos, 1109.

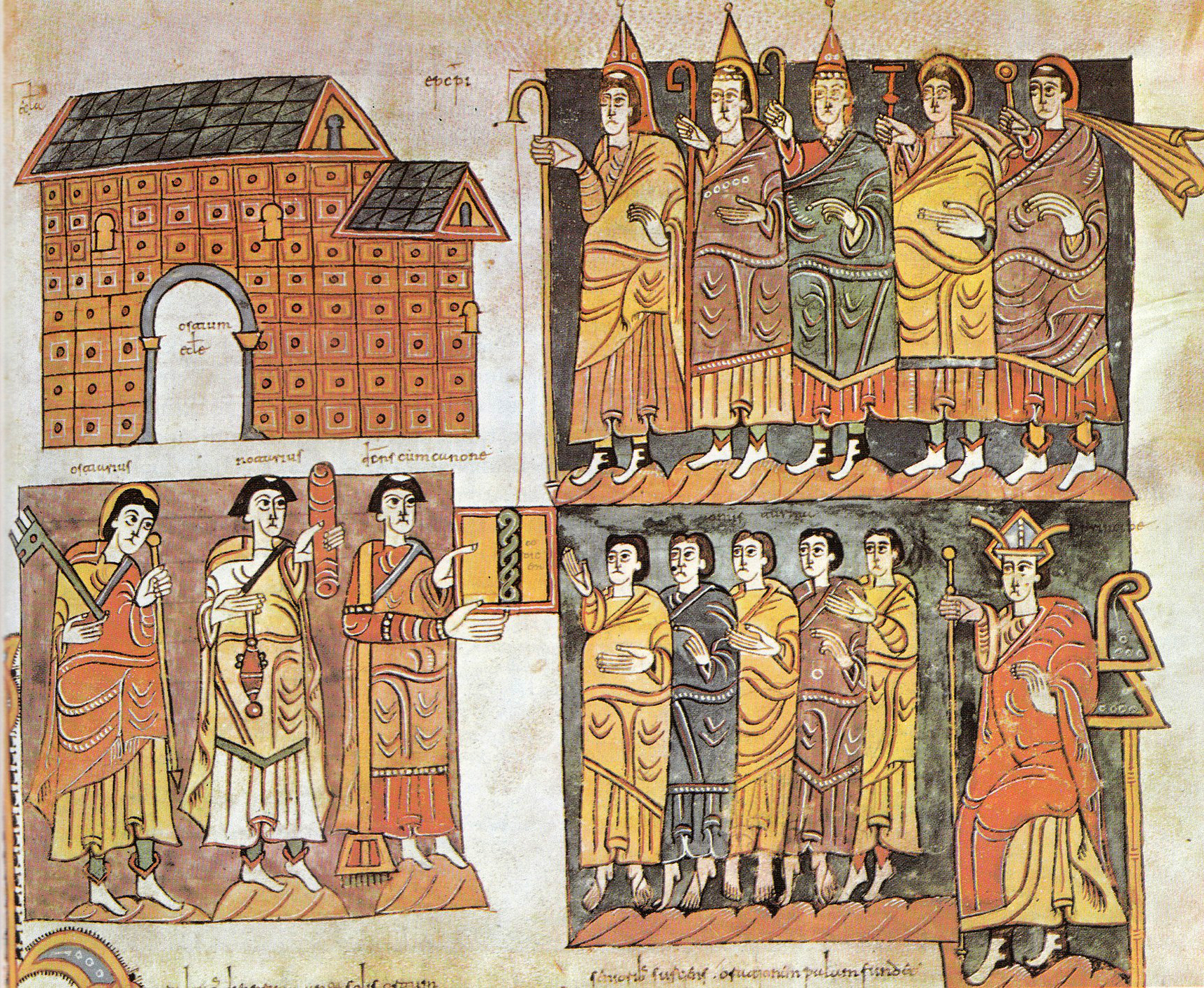
Codex Vigilanus, la version la plus illustrée de la Chronique d'Albelda, par le moine, vers 976.

- au Xe siècle, les monastères bénédictins de Sahagún [royaume de León], San Pedro de Arlanza (es) [comté de Castille], San Martín de Albelda (es) [dans La Rioja, qui était alors le royaume de Navarre] (où est apparu Vigila (es), auteur du codex émilien), et de Ripoll [comtés catalans], etc.
- au XIe siècle, le monastère de Saint-Isidore de León.
- au XIIe siècle, le monastère de Saint-Dominique de Silos.

Le procédé couramment utilisé pour ces peintures était la gouache ou aquarelle, et l'or et l'argent étaient fréquemment appliqués, en particulier dans les lettres initiales. Parmi ses œuvres, qui datent du IXe au XIIe siècle inclus, figurent diverses chroniques, des bibles, des livres conciliaires (actes ou décrets de conciles), des livres liturgiques et les célèbres copies du Commentaire sur l'Apocalypse (es) appelées beatus. »

### Ecole irlandaise et anglaise
« Il a déjà été dit que les premières écoles irlandaises et anglaises ont précédé les antérieures et ont eu une influence considérable sur leur formation à partir du VIe siècle et que leurs traits caractéristiques sont les entrelacs et les spirales avec une grande variété de combinaisons de lignes géométriques seules ou avec des animaux fantastiques entrelacés les uns avec les autres. Dans la formation des lettres initiales avec des figures de monstres, l'art irlandais n'utilise généralement que la tête des monstres, tandis que l'art wisigoth-mozarabe utilise le corps entier ou utilise des figures humaines qu'il décore de feuilles d'acanthe. »

« Au cours du XIIe siècle et au début du suivant, l'art de la miniature anglaise se distingue par l'exagération des proportions et des mouvements de la figure humaine et par l'étrange fantaisie des personnages monstrueux. Il se caractérise également par la parcimonie ou la rareté du trait dans le dessin, qui tend à être schématique. Certaines peintures murales conservées dans de vieilles églises d'Angleterre reflètent le style miniature, mais ne datent pas de plus tard que le XIIe siècle. »

## Style romantique
« La peinture romane est née dans le dernier quart du XIe siècle. La rupture avec la tradition préromane, bien que son langage conventionnel ait survécu dans les formes les plus populaires, est due à l'influence des formes picturales byzantines introduites en Occident par le biais du monde italien. La décoration commanditée par abad Desiderius (1058-1086) à Mont-Cassin, réalisée par des artistes grecs, est décisive pour que son expérience se répande en Europe avec les moines clunisiens. L'influence byzantine utilisera également la sphère vénitienne pour pénétrer les ateliers de peintres de Salzbourg à la même époque. De la fusion des ressources stylistiques et techniques byzantines avec l'iconographie paléochrétienne, transmise principalement par les Carolingiens, naît le courant stylistique le plus important du plein art roman, qui conservera sa vitalité jusqu'au milieu du XIIe siècle.

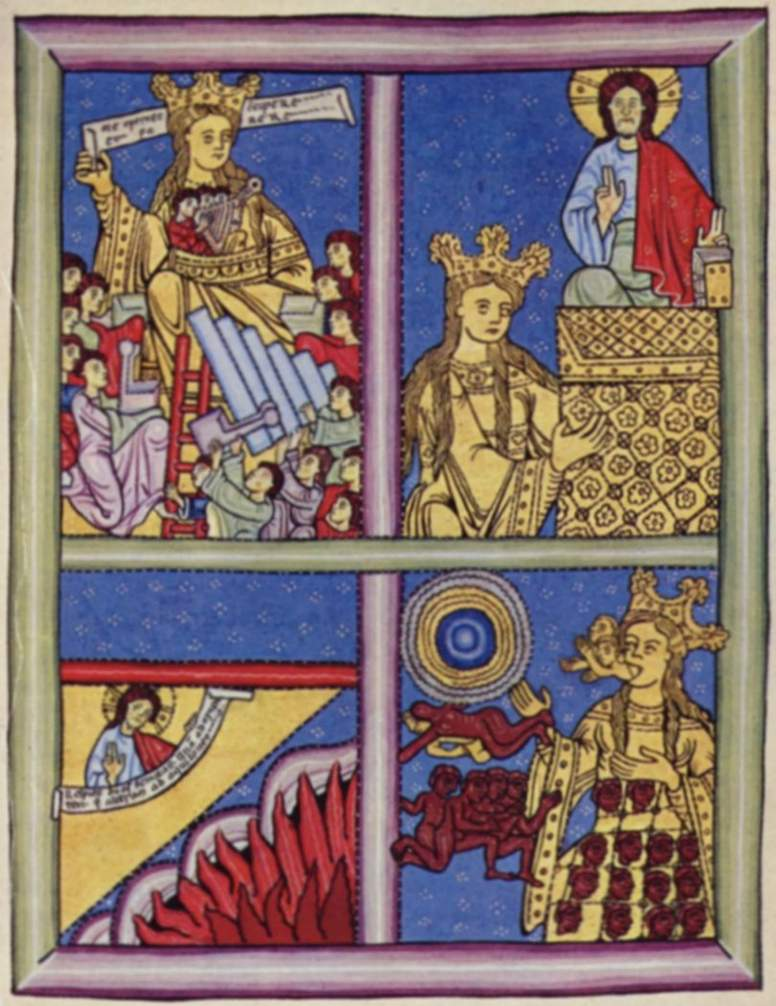
Illustration tirée de l'exemplaire dit Codex de Wiesbaden (vers 1165-1180) des Scivias d'Hildegarde de Bingen.

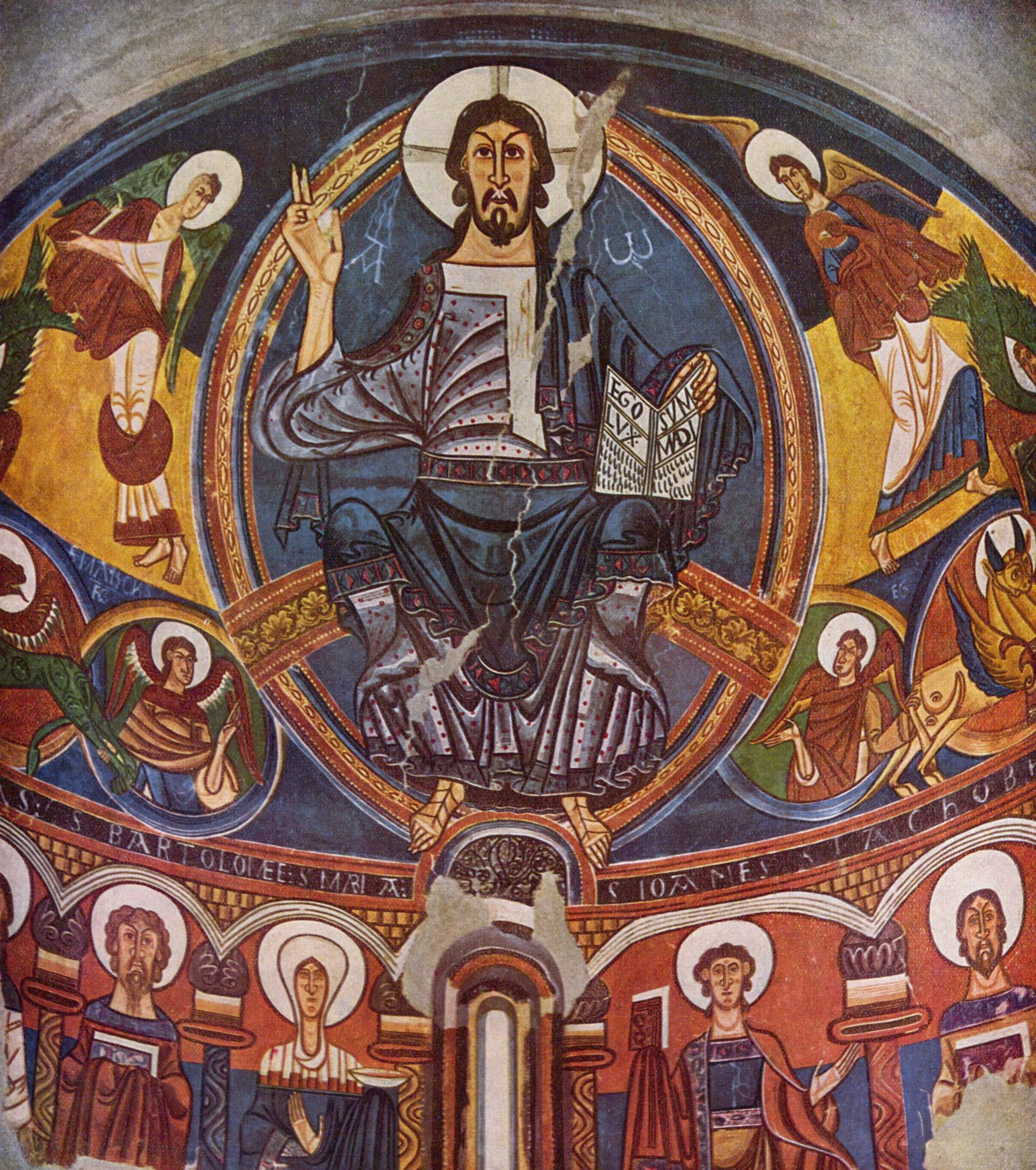
Abside de Saint-Clément de Taüll (Vall de Bohí, Espagne), du Maître de Tahull, datée de 1123.

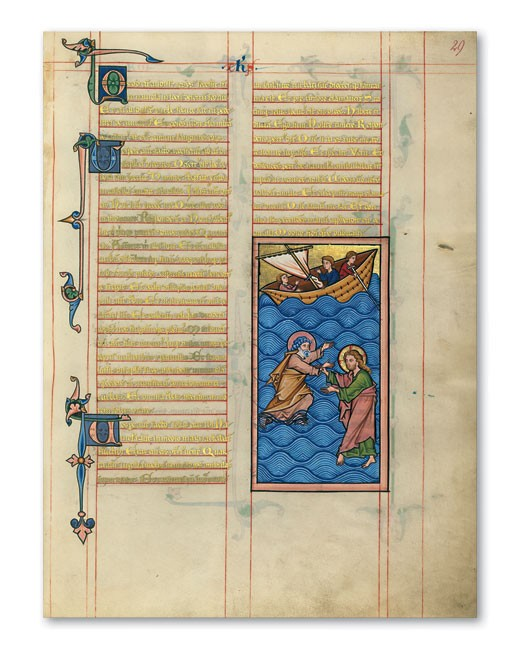
Évangéliaire de Mayence, vers 1250.

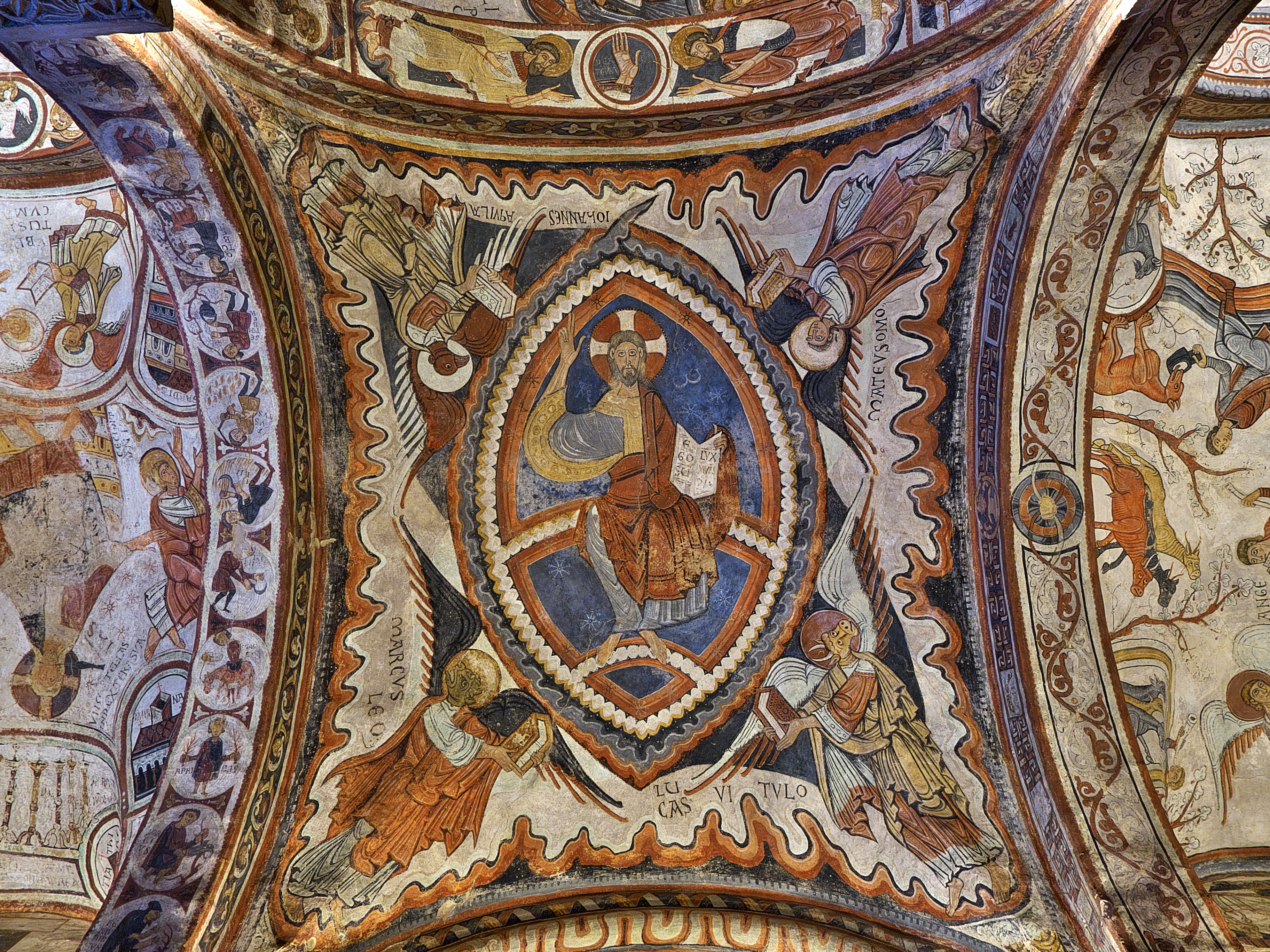
Basilique de Saint-Isidore de León. Panthéon Royal.

Au cours du dernier tiers du XIIe siècle, un nouvel élan byzantin renouvelle la peinture. Les formes des images des Comnènes, introduites en Italie du Sud pour la décoration des bâtiments et des livres du royaume normand de Sicile. La nouvelle vague du byzantinisme se fait sentir dans les illustrations des meilleures scriptoria, de l'Angleterre à l'Espagne. Les formes belles et élégantes de ce courant perdureront dans les livres et les peintures murales jusqu'à la fin du XIIIe siècle. »

En Allemagne, l'évolution de la peinture romane au cours des premières décennies du XIIIe siècle était le Zackenstil (« style zigzag »), aux formes angulaires et torsadées (retable de Soest — vers 1230 —, Évangéliaire de Mayence — vers 1250).

« Le style roman en tant que tel conserve une partie de la tradition romaine, bien que sous une forme très dégénérée, et est plus ou moins influencé par les influences byzantines et nordiques. Cependant, il ne reflète pas une intention délibérée d'imiter ou de copier les modèles constantinopolitains, ce qui le différencie du style italo-byzantin. On le retrouve principalement dans la décoration des murs intérieurs des églises, dans les peintures des devants d'autel, dans les miniatures ou les enluminures des codex, parfois dans les mosaïques des pavements, les émaux pour la décoration des meubles et dans certains vitraux qui ont commencé à être utilisés à son époque à partir de la fin du Xe siècle.
La peinture romane se caractérise par le peu d'étude de la nature que révèlent ses figures, par la gravité et l'uniformité des visages dans la forme humaine, par le pliage symétrique des draperies, par les attitudes violentes données aux figures lors de la représentation d'une scène et le hiératisme rigide lorsque les figures ne doivent pas exprimer d'actions, par leurs contours trop fermes ou accentués et, enfin, par l'absence de perspective offerte par l'ensemble de la composition.
Les procédés généralement utilisés sont la détrempe et la fresque pour les peintures et les décorations murales, la détrempe et la gouache pour les panneaux, et la gouache ou l'aquarelle (sur ces derniers et sur les panneaux avec applications d'or) pour les enluminures des codex. Dans la peinture sur panneau, il était assez courant de recouvrir la surface d'une toile collée, sur laquelle on appliquait quelques couches d'enduit fin, et sur laquelle on traçait certaines rainures ou lignes ou même des dessins en relief pour le fond de la peinture, puis on peignait les figures qui, en de nombreux endroits, apparaissent également en relief. »

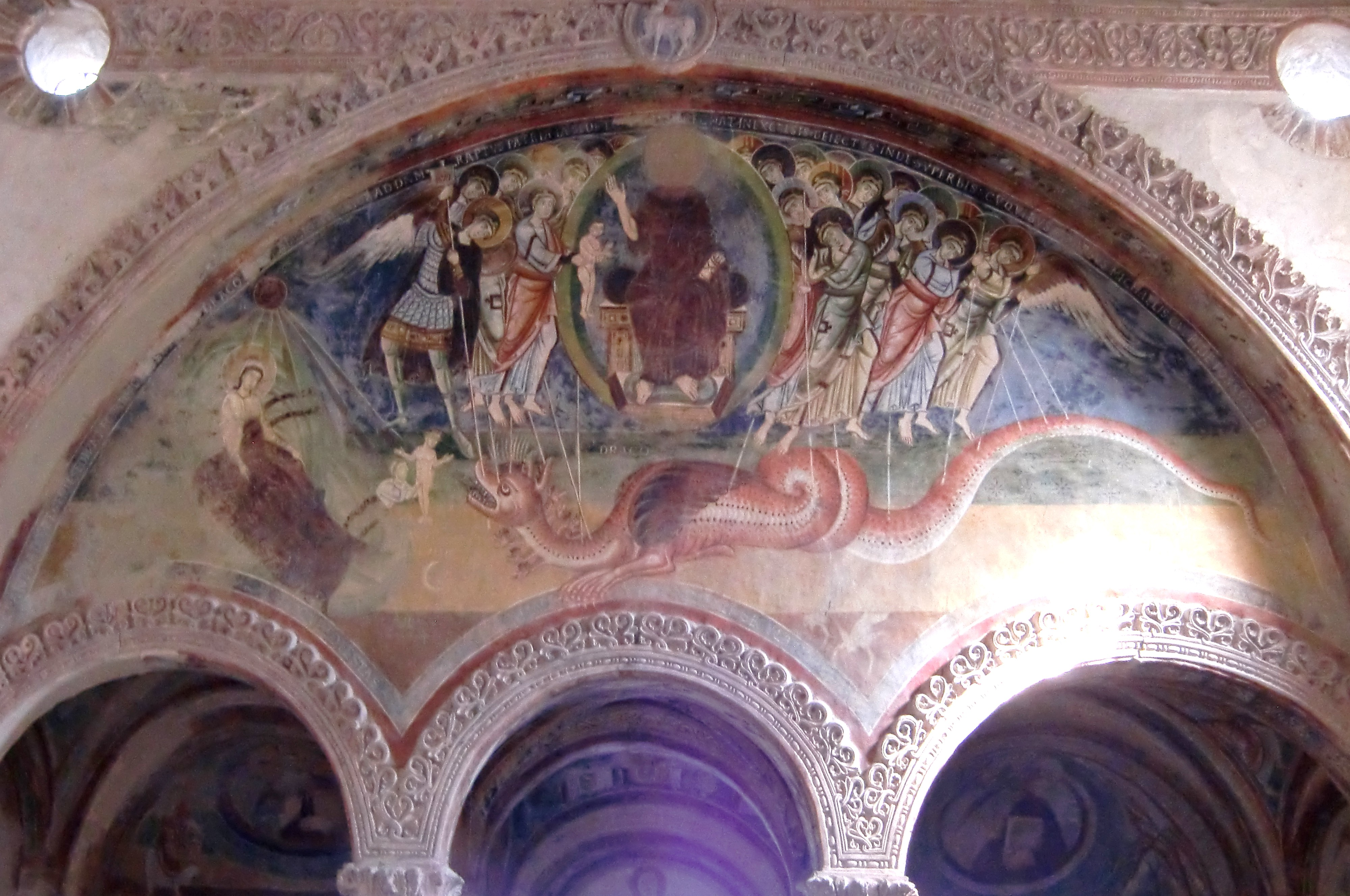
Scène de l'Apocalypse dans l'abbaye de San Pietro al Monte (Civate, Italie), fin du XIe siècle ou début du XIIe siècle[22].
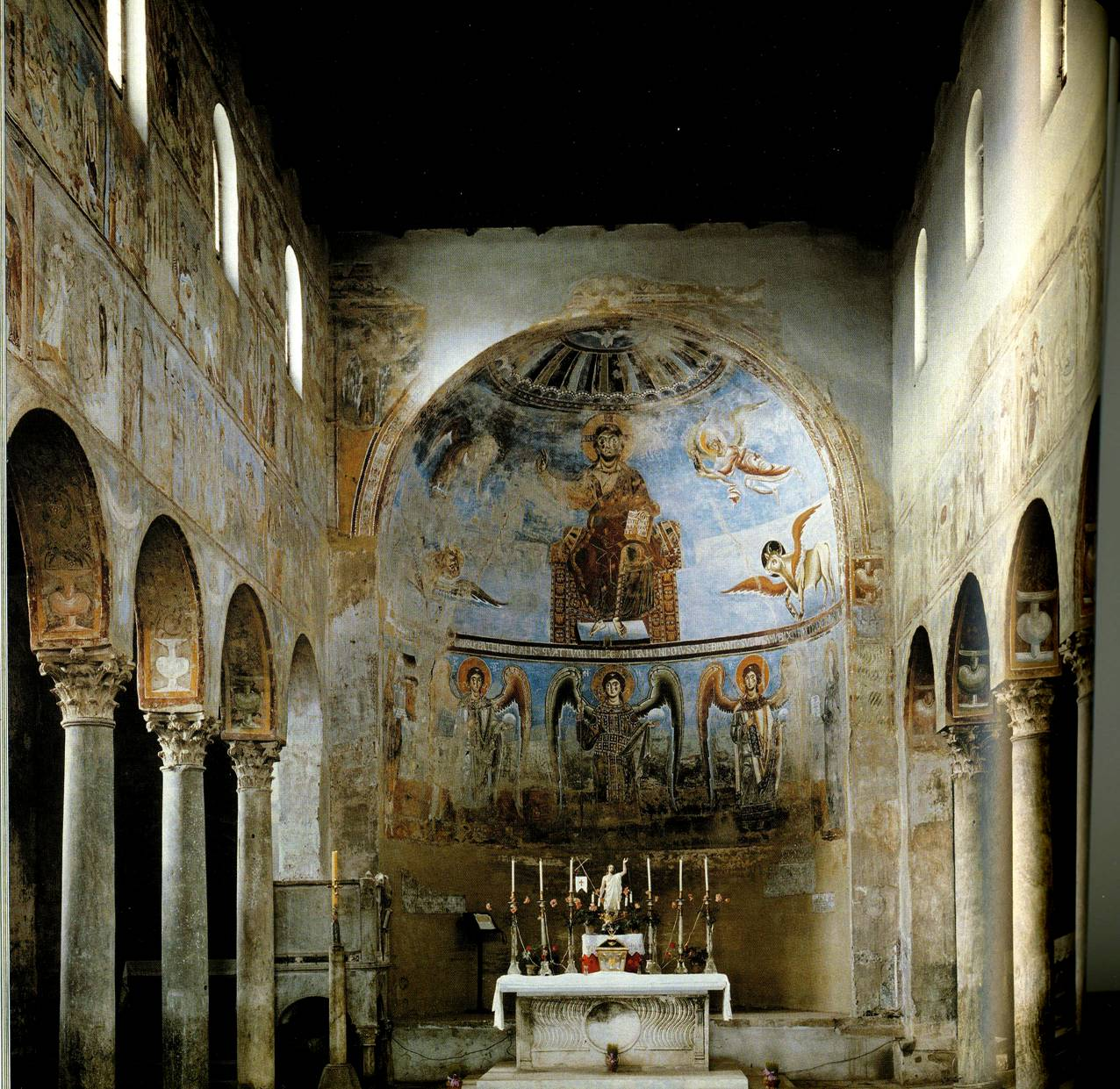
Fresques de la église abbatiale de Sant'Angelo in Formis (Capoue, Italie), vers 1087. Ils constituent le meilleur exemple du « style Monte Cassino » imposé par l'abbé Desiderio[23].
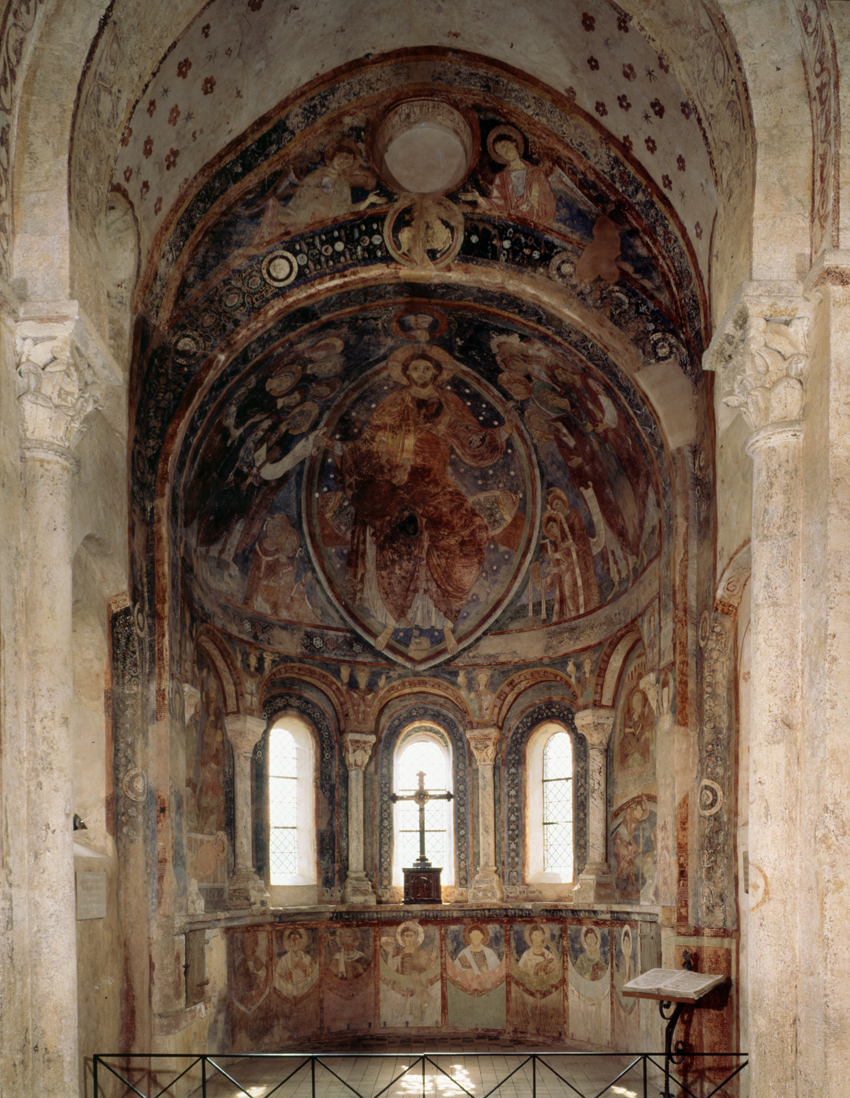
Fresques de l'abside de la chapelle des moines de Berzé-la-Ville (Bourgogne, France)[24].

## Supports
Le support pictural détermine en grande partie la technique et le format.

### Peintures murales
« Les peintures murales romanes qui ont survécu aux vicissitudes du temps et sont restées intactes jusqu'à nos jours sont rares. Cependant, les nombreux vestiges découverts à notre époque révèlent que la peinture pour les décorations murales était très répandue dans les églises romanes. En dehors de l'Espagne, on cite comme œuvres importantes des XIe, XIIe et du début du XIIIe siècle, en plus des peintures italiennes mentionnées ci-dessus (France) :
- Les fresques de la cathédrale Notre-Dame du Puy-en-Velay (Le Puy-en-Velay)
- Les fresques de la crypte de la cathédrale d'Auxerre (Auxerre)
- Les fresques de l'église Notre-Dame de Montmorillon (Montmorillon)
- Les fresques de l'église de l'abbaye de Saint-Savin-sur-Gartempe (Saint-Savin. On y trouve, parmi d'autres figures apocalyptiques, la première représentation connue du Jugement dernier, qui semble remonter à la fin du XIe siècle.
- Les peintures murales de l'abbatiale d'Ebreuil (Allier), ont été réalisées fin XIe et début XIIe siècle. »

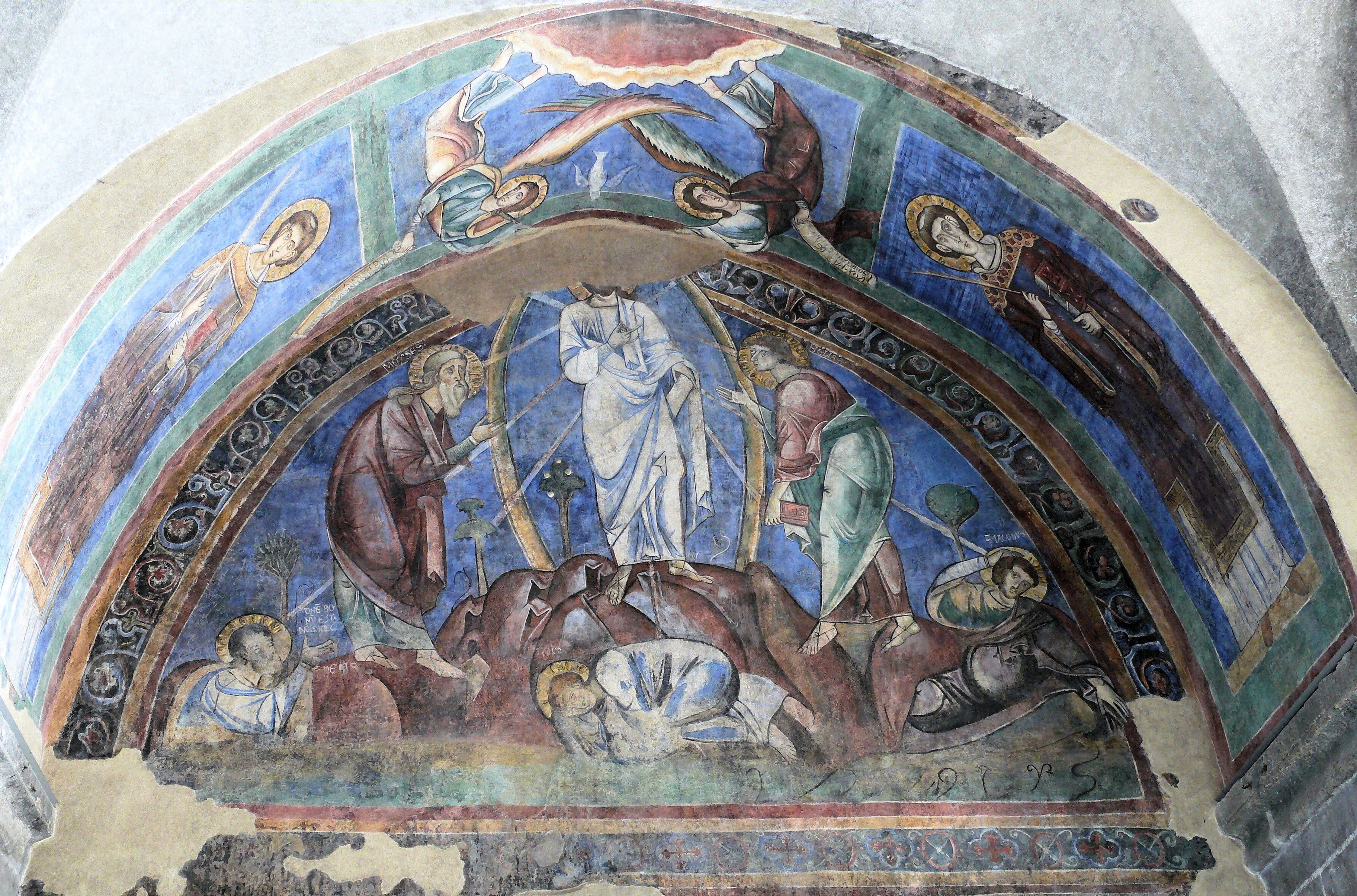
Portique ouest du Puy-en-Velay.
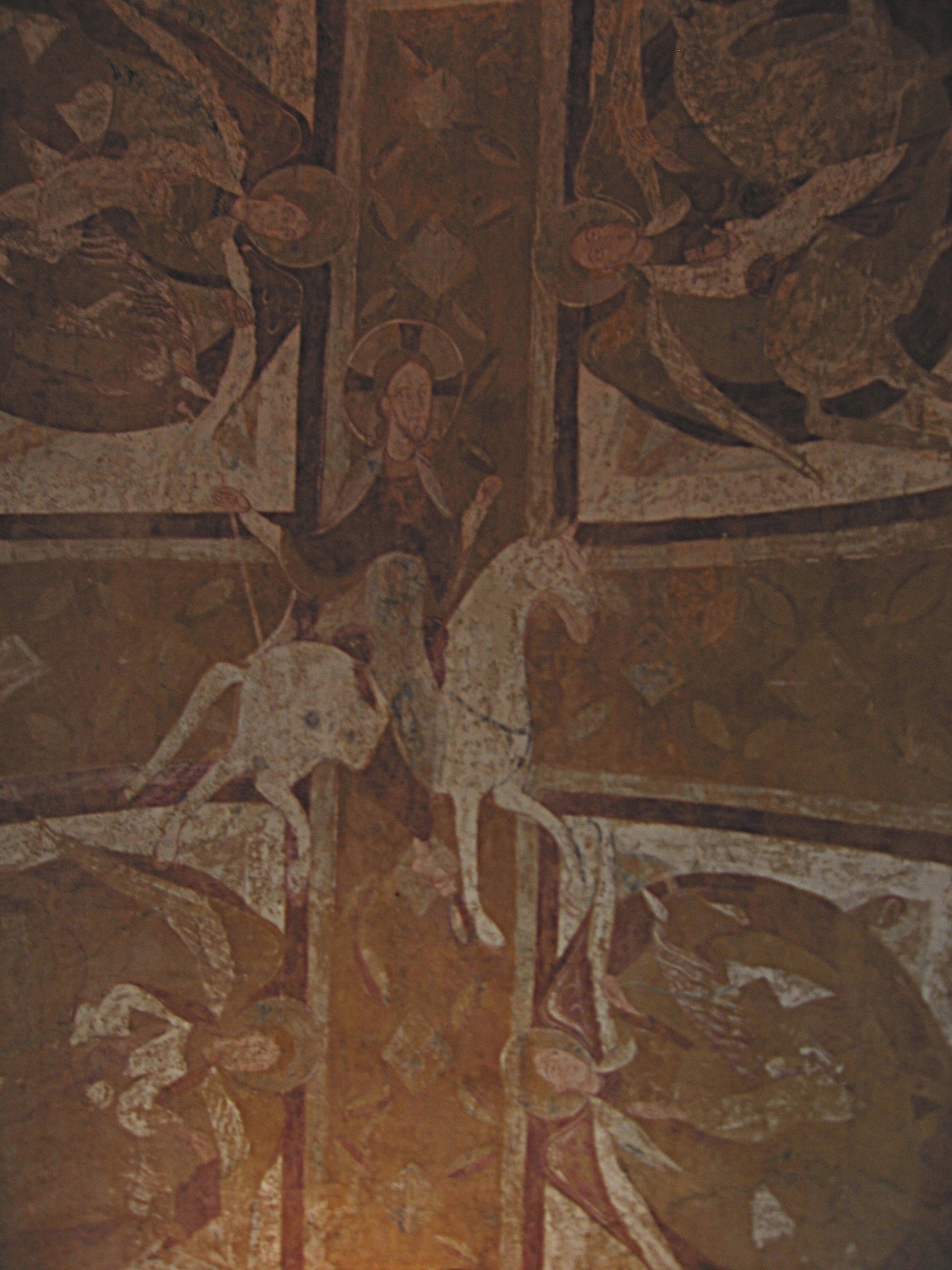
Voûte de la crypte d'Auxerre.
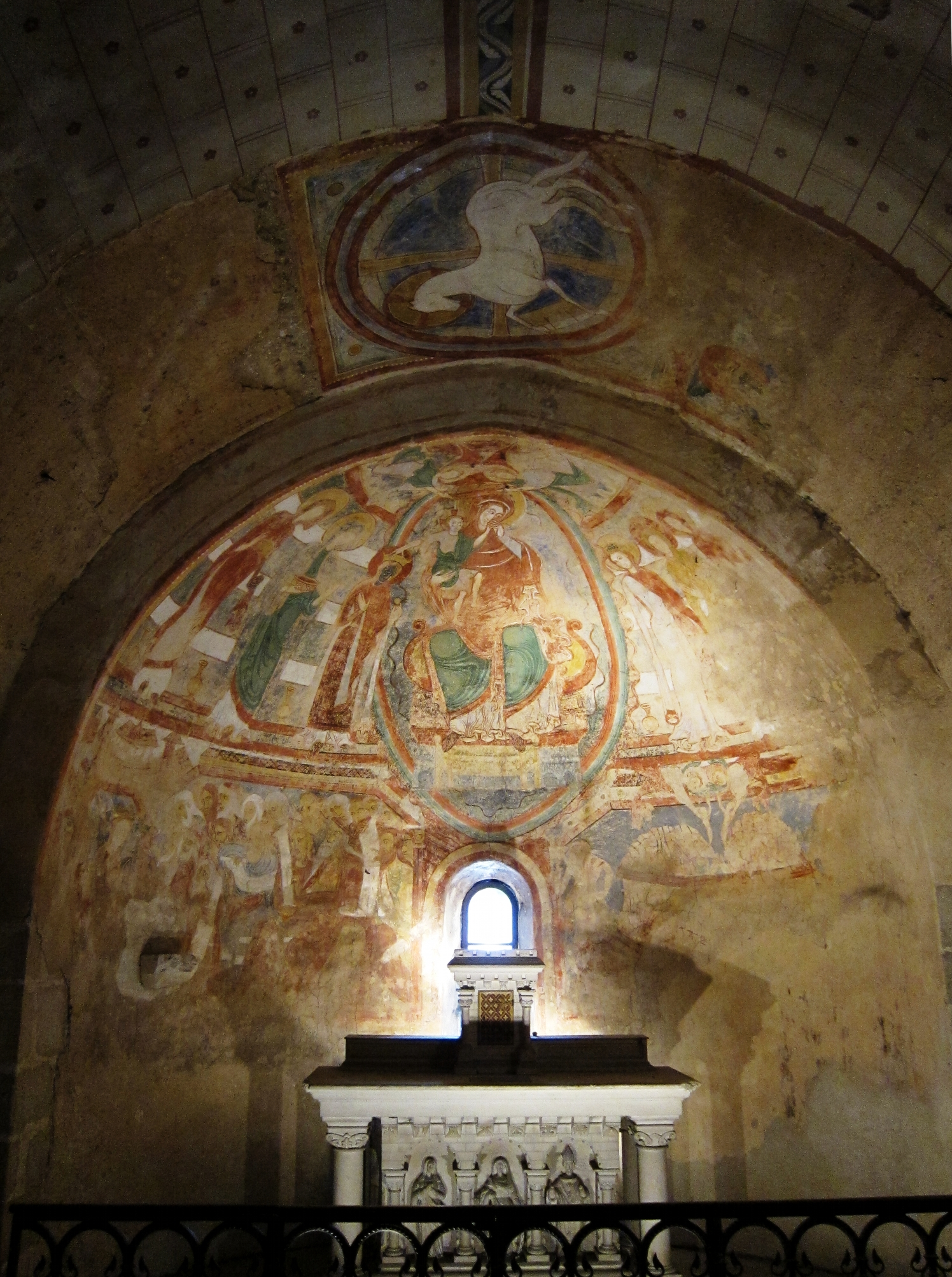
Abside de la crypte Sainte Catherine de Montmorillon.
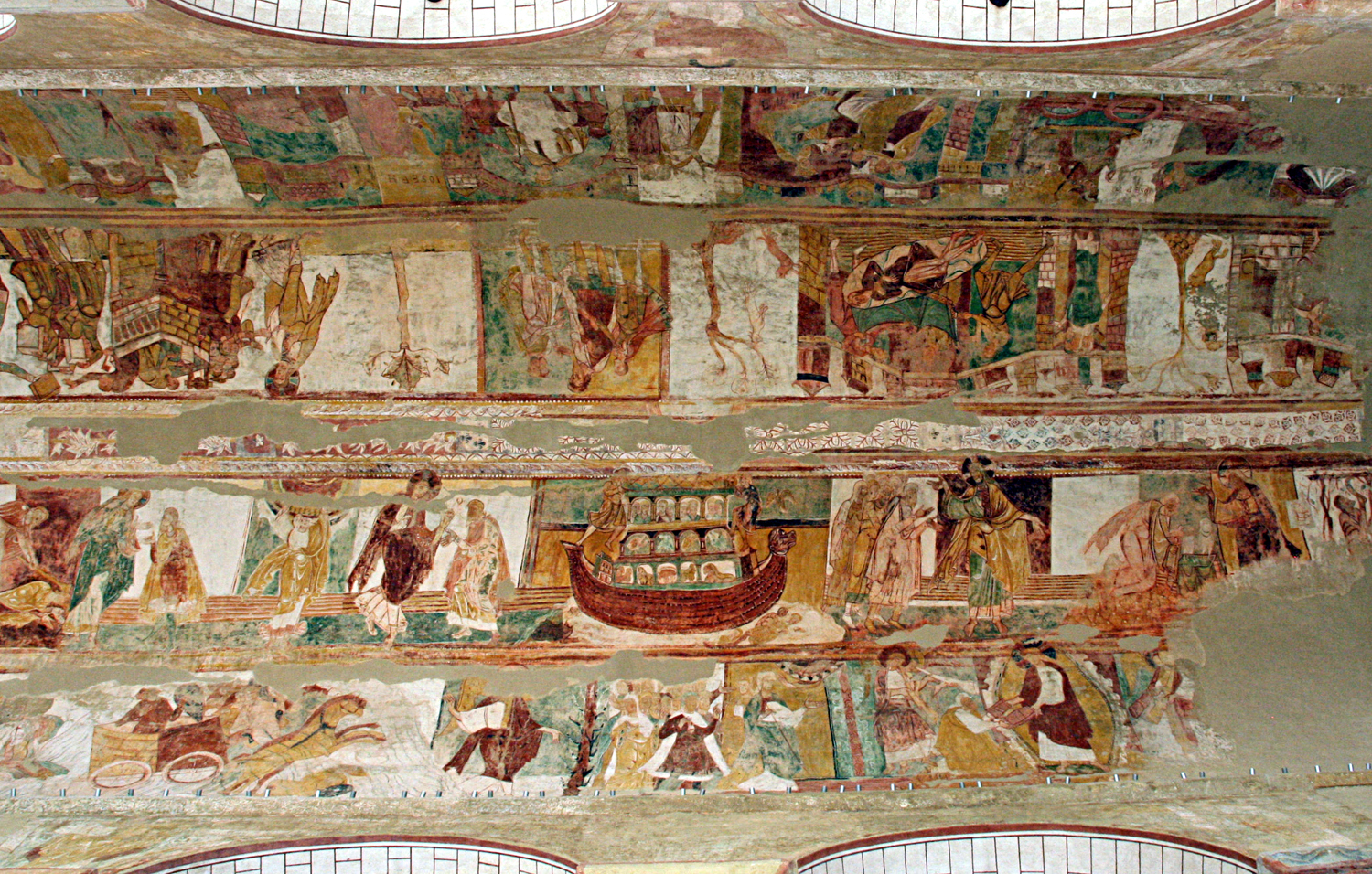
Voûte de Saint-Savin.

### Manuscrits enluminés

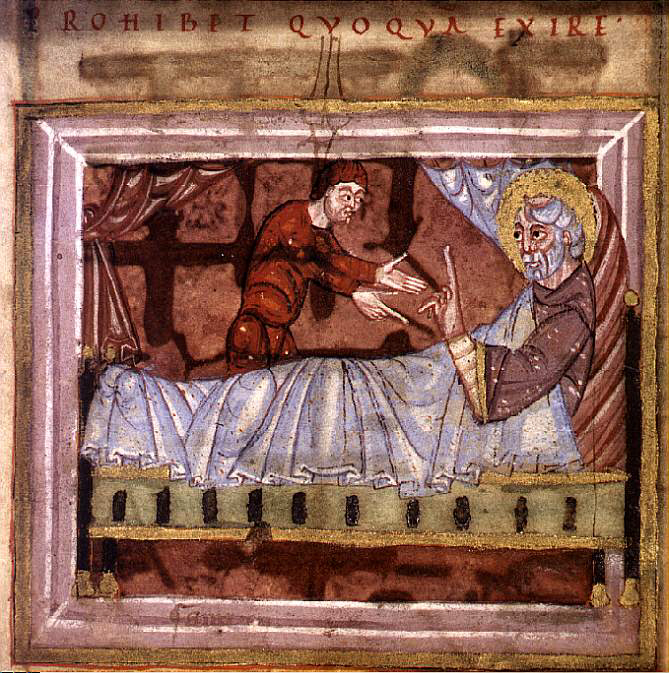
Vie de Saint Omer, XIe siècle.

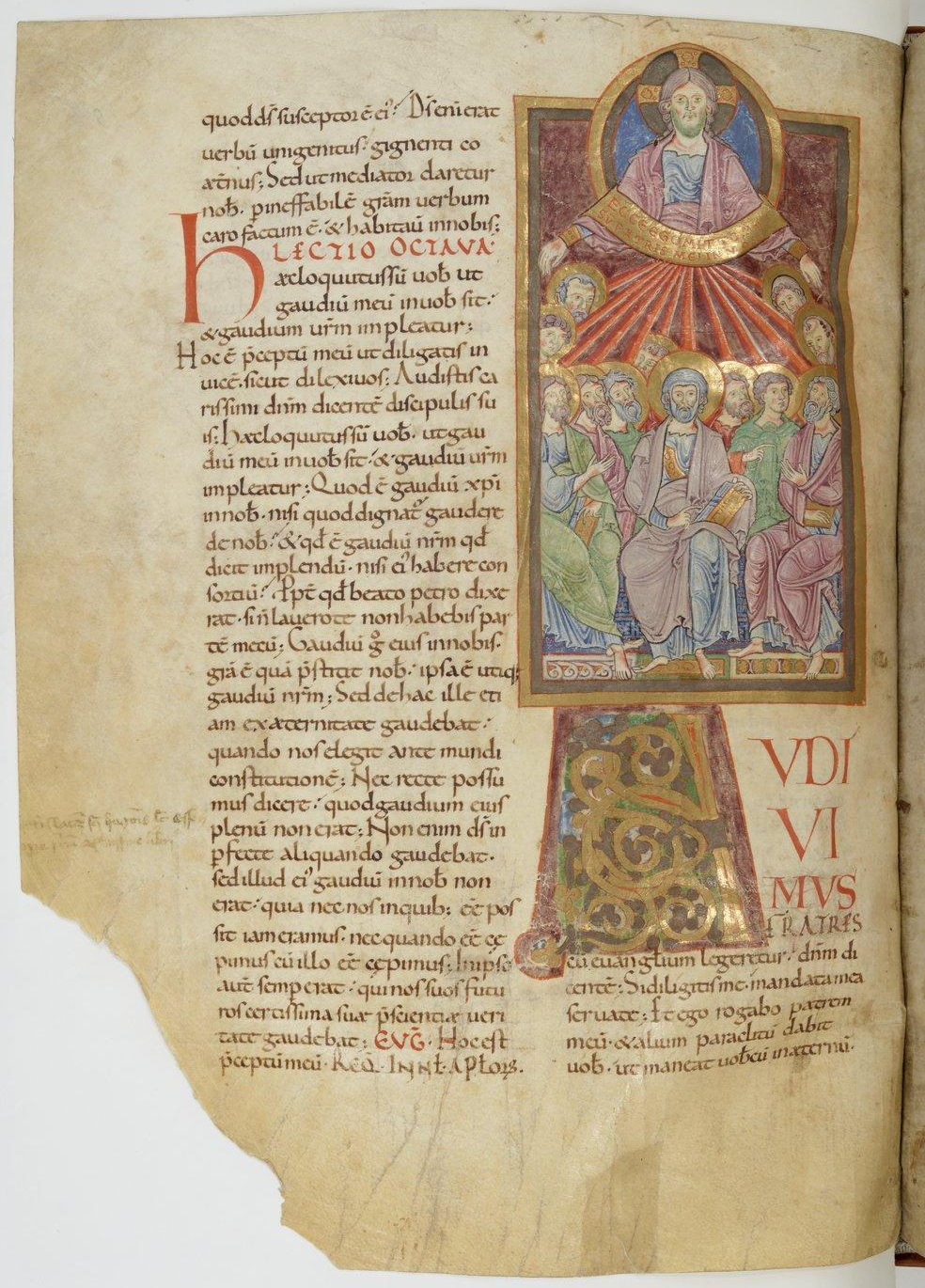
Lectionnaire de Cluny, vers 1190-1110.

La diffusion d'un style proprement roman est directement liée aux mouvements de réforme monastique intervenus aux XIe et XIIe siècles : Clunisiens, Chartreux et Cisterciens. Chaque monastère fondé devait se munir des livres nécessaires à la liturgie, il les commandait donc ou les produisait lui-même. Les abbayes d'une certaine importance possédaient des bibliothèques comportant au minimum deux ou trois cents volumes. Bien que l'origine des formes et des motifs puisse être attribuée aux modèles byzantins venus d'Orient au Mont Cassin, à Rome et à Venise (style « italo-byzantin ») et plus tard de Sicile (style « arabe-normand-byzantin »), le centre de diffusion fut les abbayes françaises, d'où elles se répandirent dans toute l'Europe occidentale (vallée du Rhin, Salzbourg, sud de l'Angleterre, nord de l'Espagne), coexistant avec des traditions locales (otoniennes, hiberno-saxonnes ou mozarabes). À la fin du XIIe siècle, les premiers codex gothiques peuvent déjà être trouvés en France et en Angleterre, tandis que dans d'autres régions d'Europe, comme l'Allemagne, les modèles romans ont continué à être répétés jusque tard dans le XIIIe siècle. À noter également les Rouleaux d'Exultet (es) du sud de l'Italie.

### Peinture sur panneau

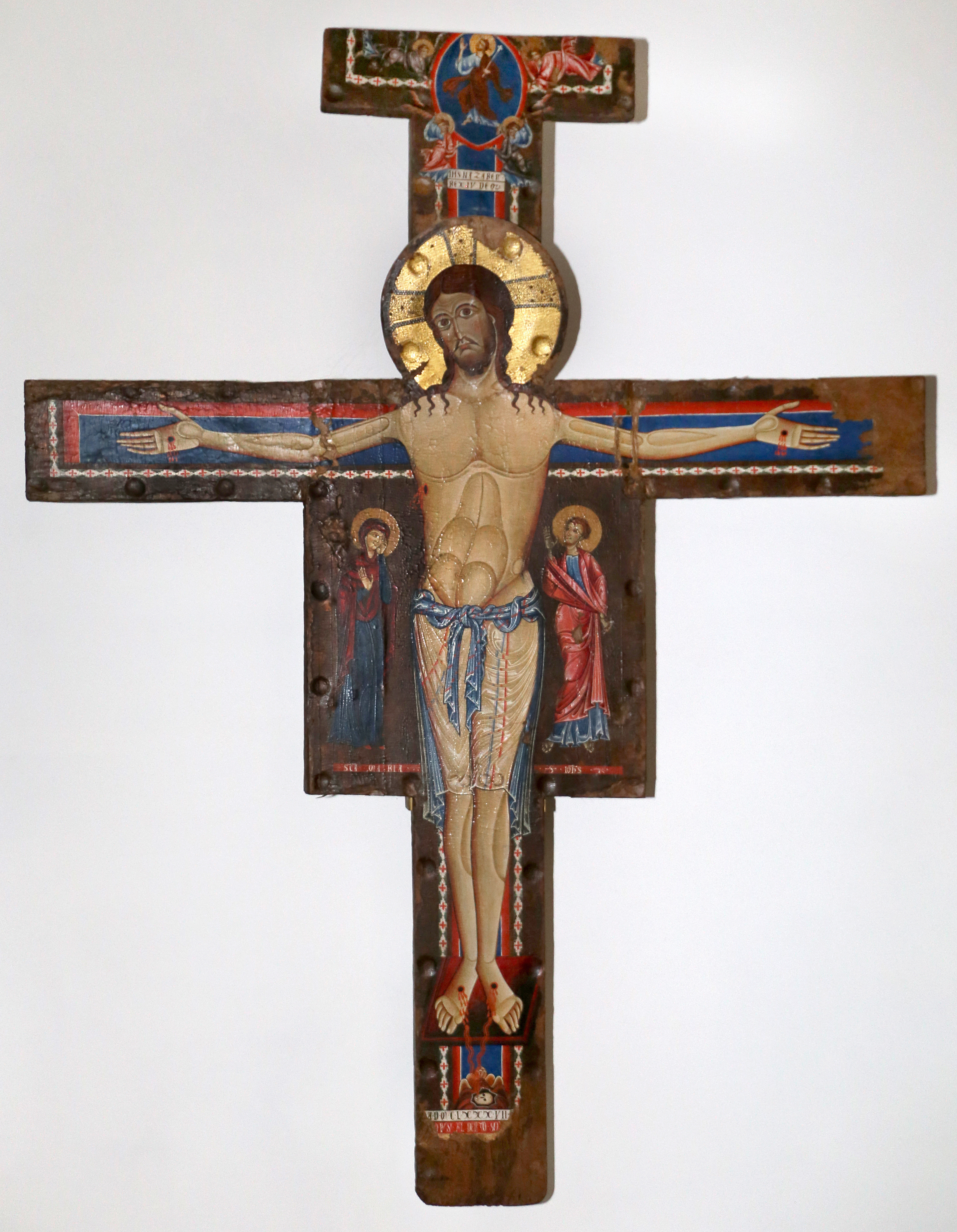
Crucifix de Spolète signé par Alberto Sotio daté de 1187. Un crucifix plus ancien, le crucifix du Mastro Guglielmo (1138), attribué au Mastro Guglielmo est conservé à Sarzana (il existe aussi une à la cathédrale Sainte-Marie de Cagliari).

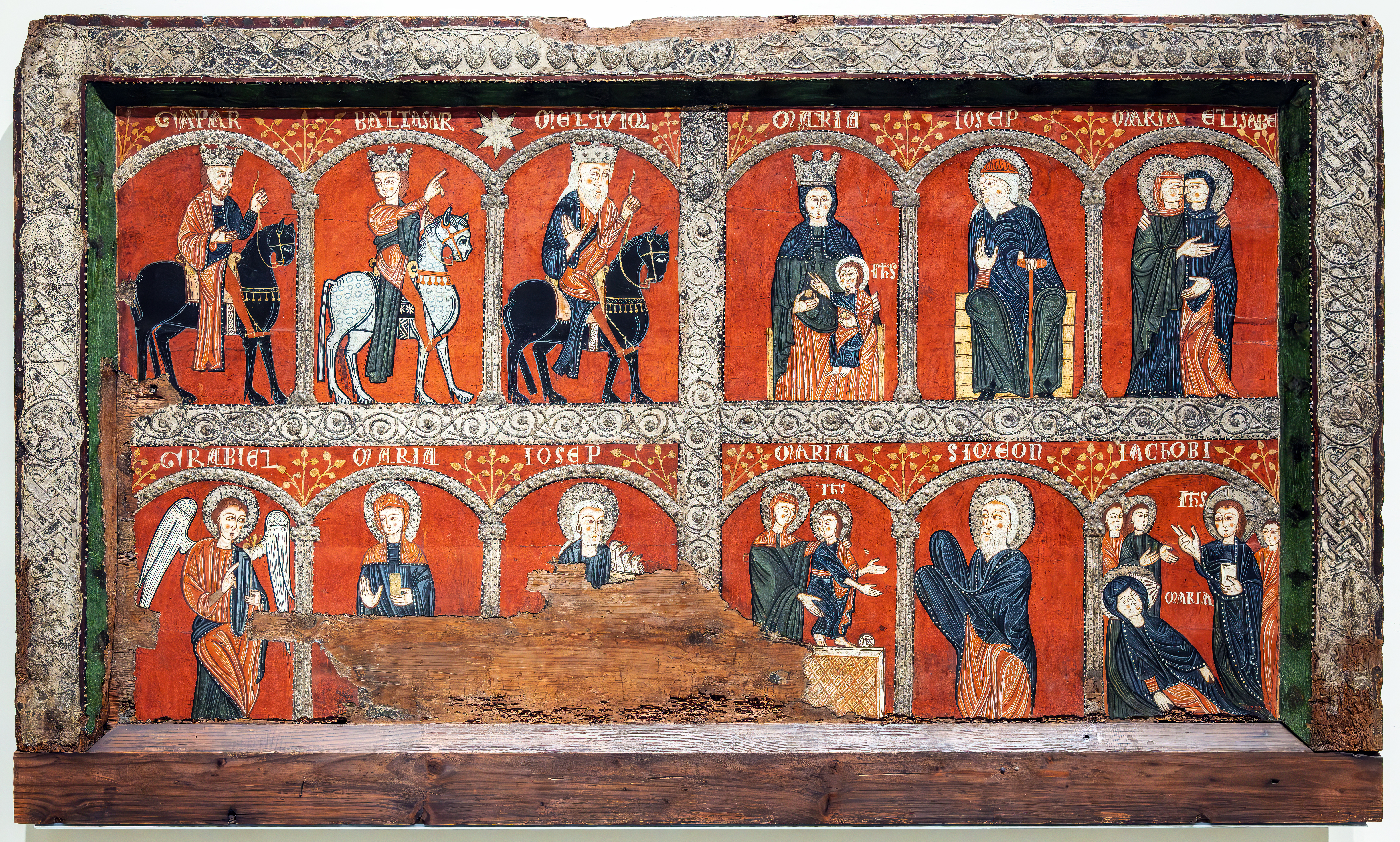
Antependium de l'église Sainte-Marie de Mosoll.

Les antependiums et tables d'autel, les tableaux disposés sur l'autel, les ciboriums et le retrotabulum précédant les premiers retables, ainsi que les crucifix peints, ont été peints sur panneau. Cette technique comprenait une préparation de plâtre sur laquelle était peinte la détrempe à l’œuf. L'imitation de pièces métalliques (feuilles d'étain, corladura ou vernis) et l'inclusion de reliefs (dans les nimbes et les bordures, et même dans les figures volumineuses) étaient courantes.

### Mosaïque, Cosmatesque et couleur dans les éléments architecturaux
La mosaïque était utilisée dans l'art roman pour les sols dans toute l'Europe, mais en Italie, en raison de l'influence des basiliques paléochrétiennes et byzantines, elle était également utilisée pour recouvrir les murs et les voûtes. La mosaïque était également utilisée dans les églises croisées de Terre Sainte (Saint-Sépulcre de Jérusalem, 1149). Les mosaïques que l'abbé Desiderio de Montecassino commanda aux musulmans grecs, qui enseignèrent également aux moines et artisans italiens les techniques byzantines, n'ont pas été conservées.
Comblant le fossé, les arcs de la mosquée de Cordoue (VIIIe siècle) présentent une alternance de couleurs dans leurs voussoirs que l'on retrouve également à Vézelay et Aix-la-Chapelle. Il a été proposé que le modèle, accessible aux hispano-musulmans, pourrait être l'aqueduc romain des Miracles de Mérida,,.

### Vitraux
« Quant aux vitraux, il faut noter que, s'ils étaient déjà en usage avant cette période selon le témoignage des auteurs anciens, il ne semble pas qu'ils aient comporté de figures avant le XIe siècle (à l'exception d'un seul exemple dont on parle comme existant à la fin du Xe siècle en France), et il ne faut pas non plus attendre l'époque de Charlemagne pour voir apparaître des vitraux en mosaïque, mais seulement de simples feuilles colorées ou incolores. Cependant, la production de vitraux avec des figures peintes a commencé au XIe siècle et a atteint son plein développement en tant que processus de peinture industrielle au milieu du XIIe siècle.

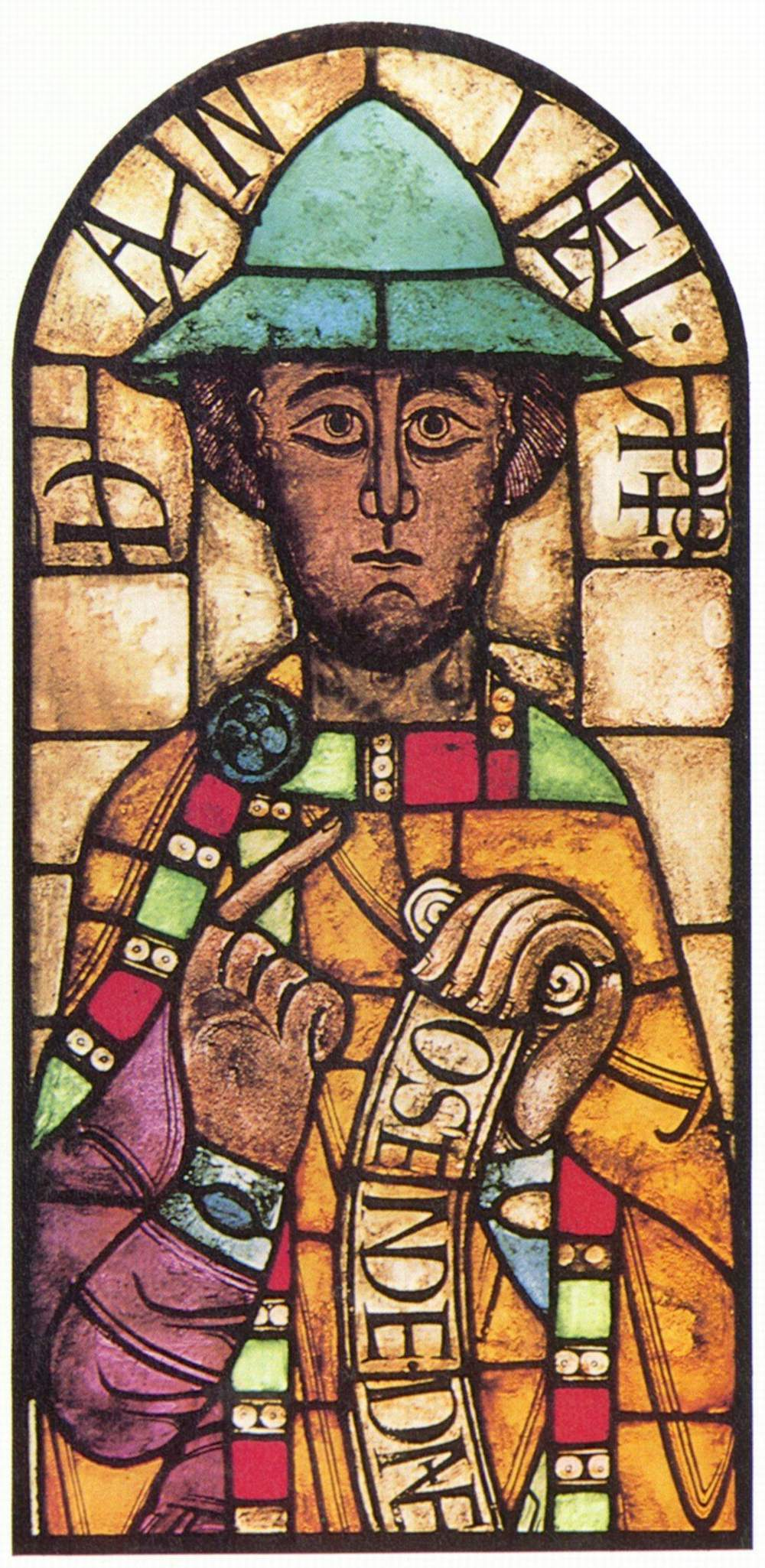
Vitrail du XIIe siècle.

Aux époques romane et gothique, le vitrail était assemblé à l'aide de nombreux morceaux de verre coloré joints de telle sorte que l'ensemble formait les figures préalablement esquissées sur un carton ou une maquette. Mais les contours et les ombres des figures ont été peints avec des émaux gris, bruns ou foncés appliqués sur la surface de chaque pièce ou fragment et fixés par fusion à la chaleur du four. Dans tous les cas, le vitrail est protégé par un cadre en fer lorsqu'il est placé dans la fenêtre, et ce cadre marque généralement les divisions majeures ou principales dans la composition du vitrail.
En ce qui concerne les vitraux et les vitraux historiés, il n'y a pas de vestiges certains avant le milieu du XIIe siècle, mais les célèbres vitraux circulaires de l'église Saint-Denys à Paris datent du milieu de ce siècle, Paris étant un centre actif de ce travail au cours de ce siècle, ainsi que ceux de l'abside de la cathédrale de Bourges, ceux du chœur de la cathédrale de Lyon et d'autres dans les cathédrales de Chartres, Le Mans et Varennes. »

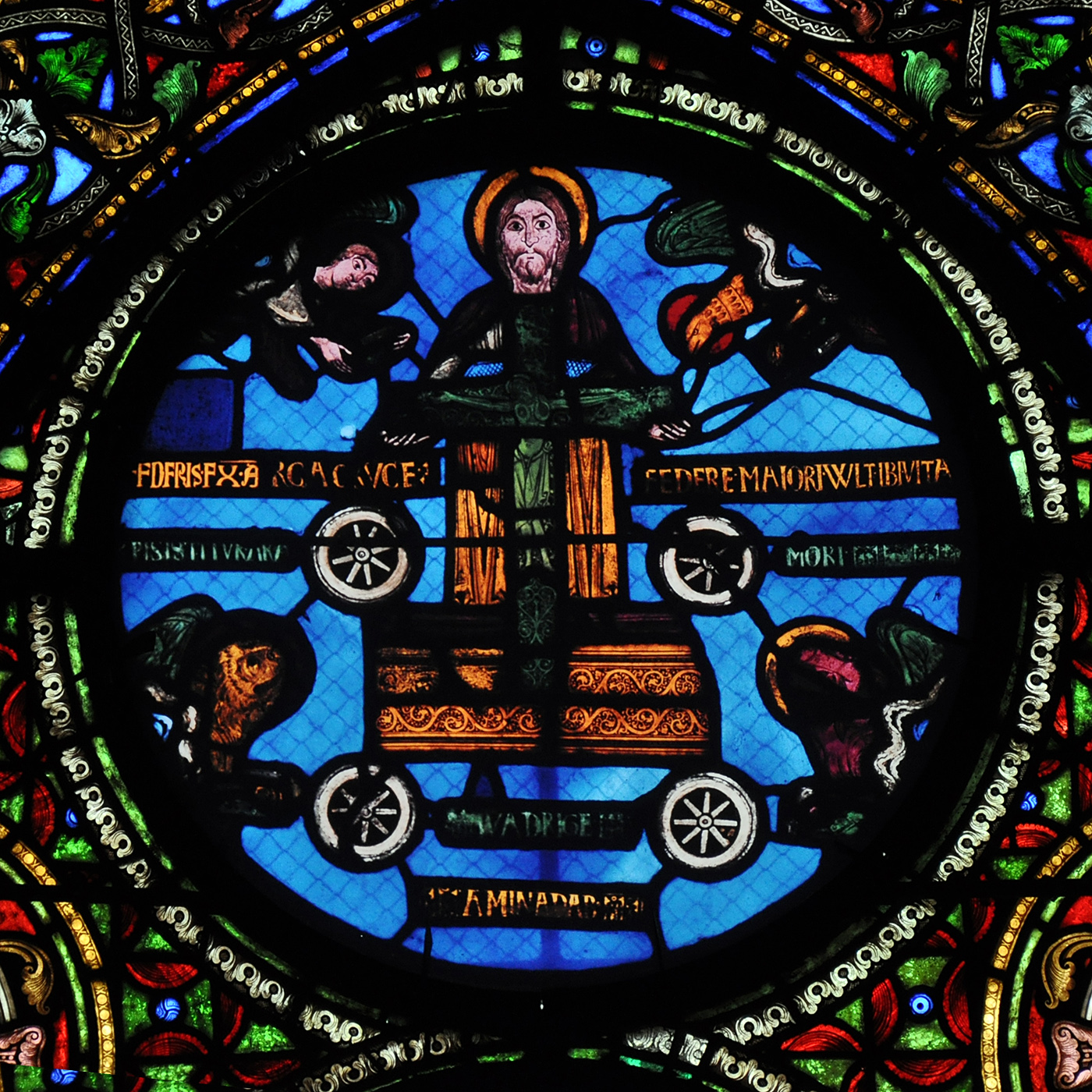
Vitrail de Saint Denis.
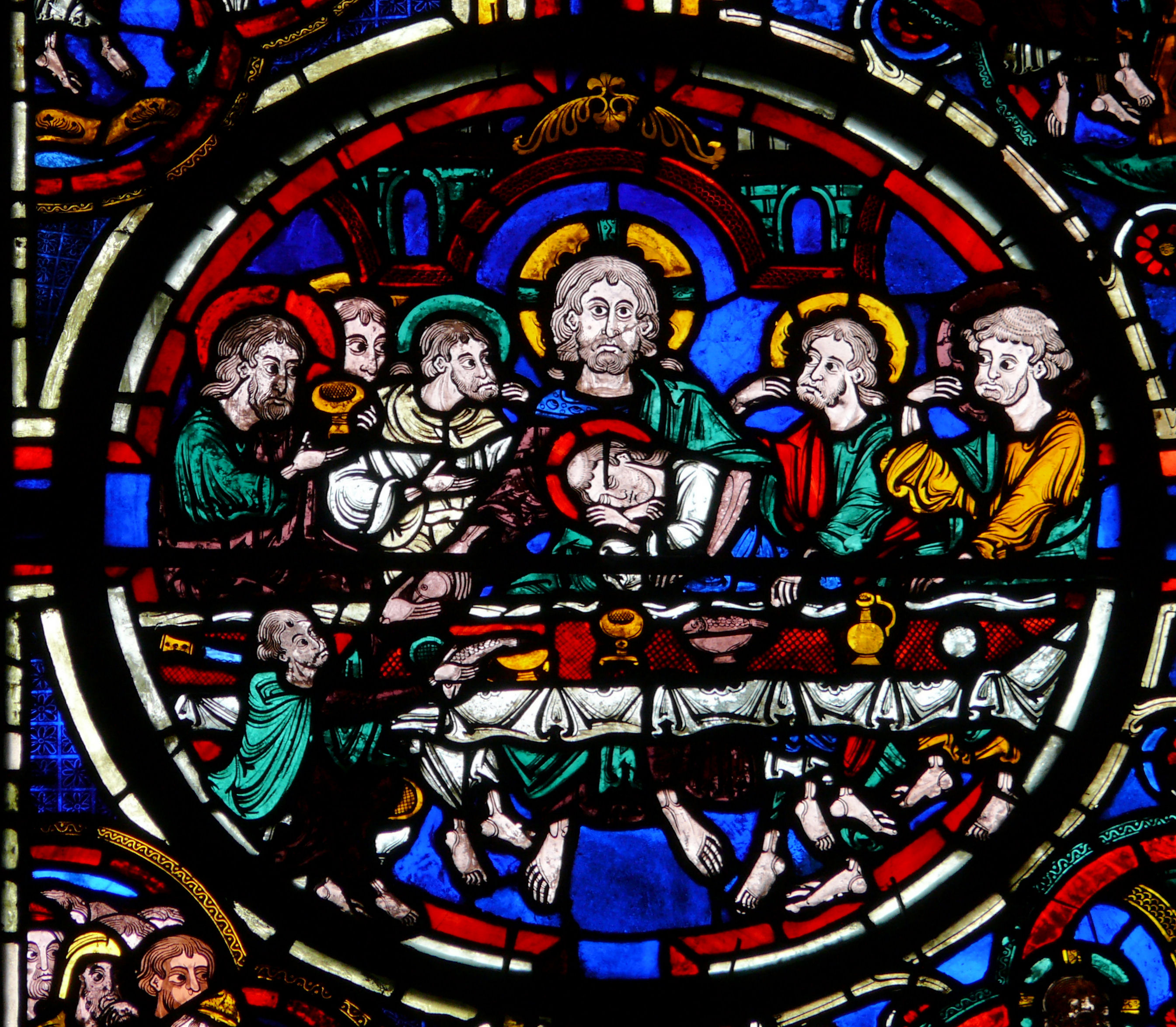
Vitrail de la passerelle de Bourges.

### Émail

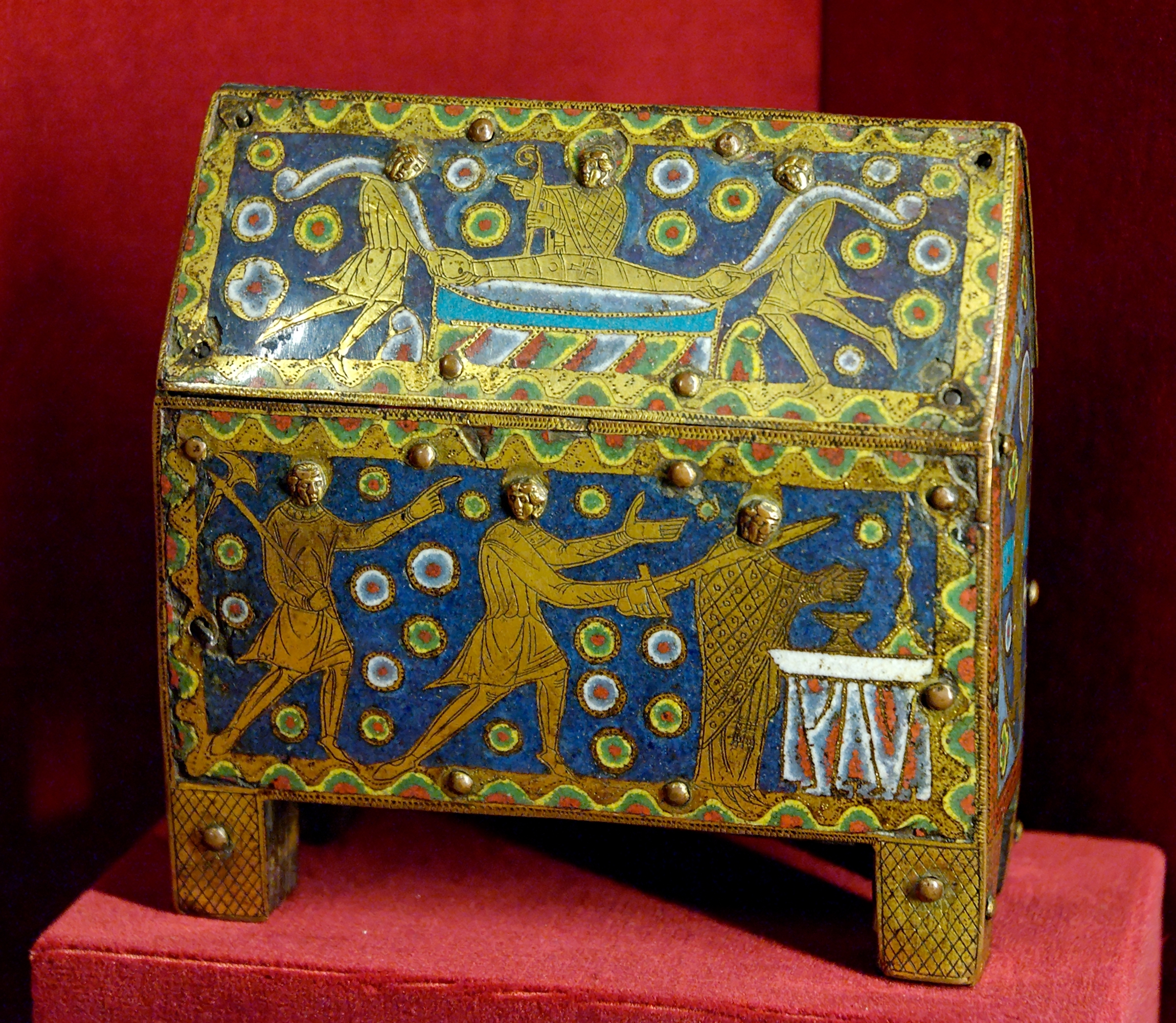
Reliquaire de Saint Thomas Becket, premier quart du XIIe siècle.
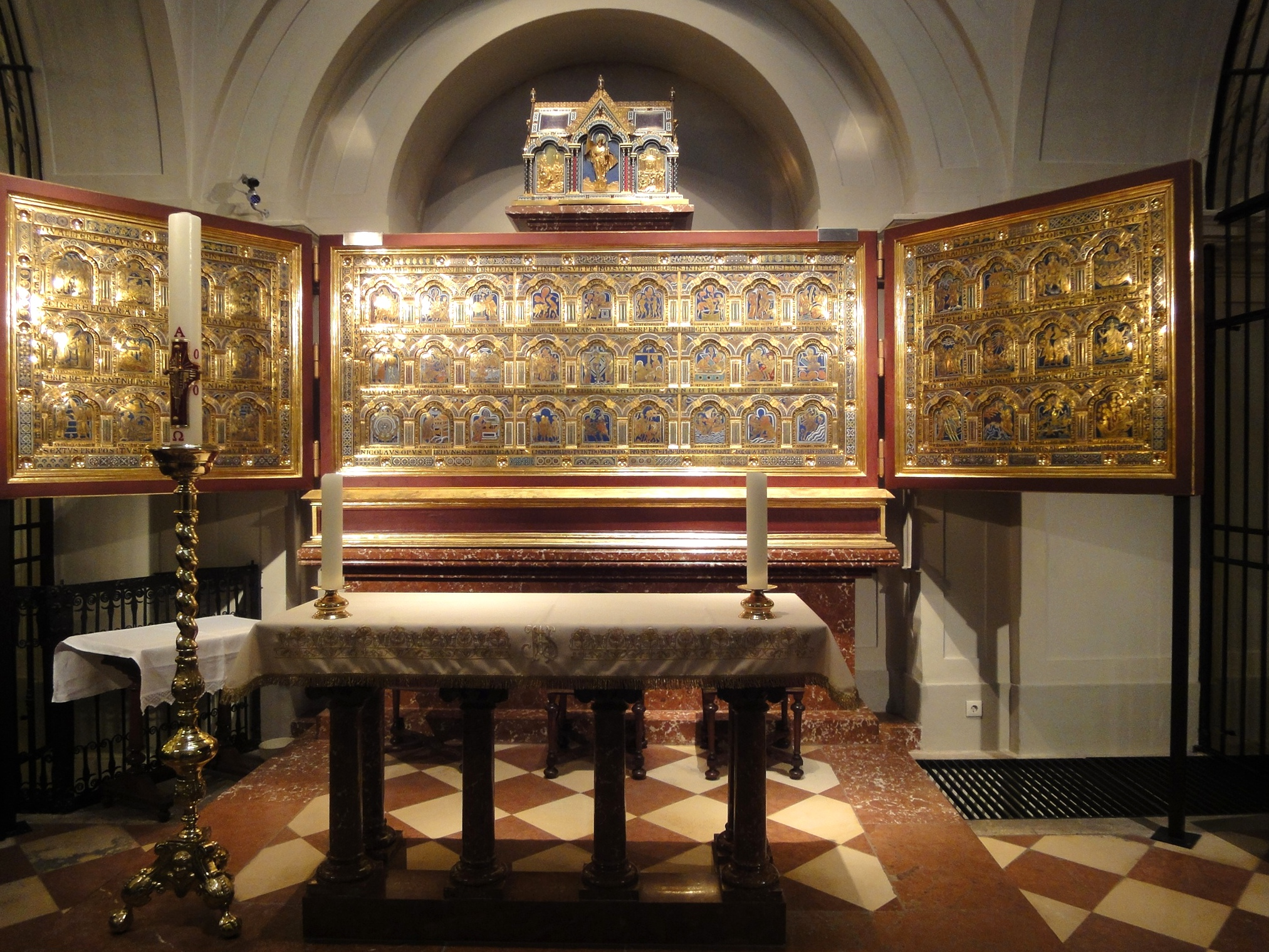
L'autel de Nicolas de Verdun (1181), à l'abbaye de Klosterneuburg[38].

### Sculpture polychrome
La sculpture romane, tant en pierre qu'en bois, était généralement polychrome.

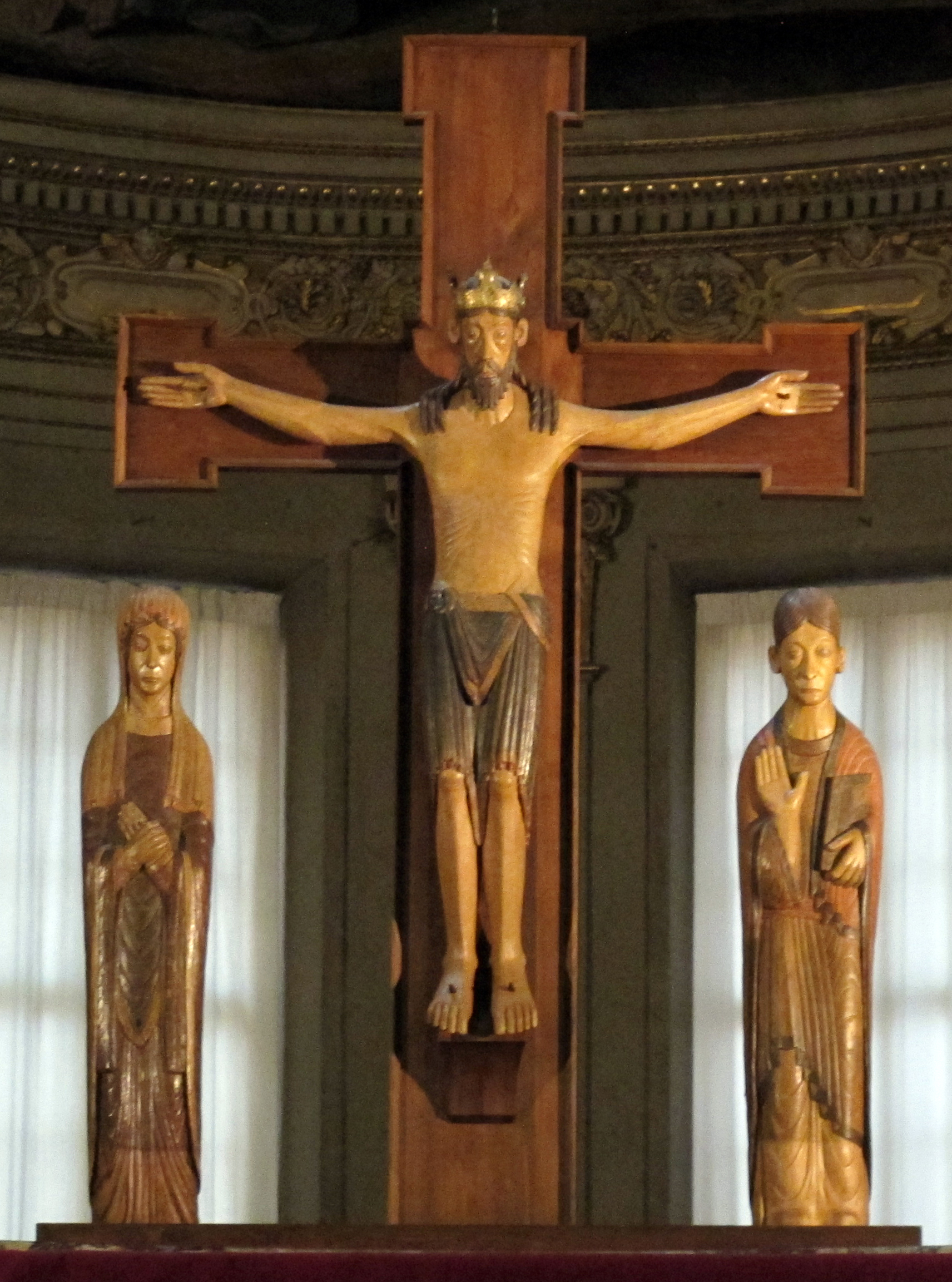
Crucifix de la cathédrale de Bologne.
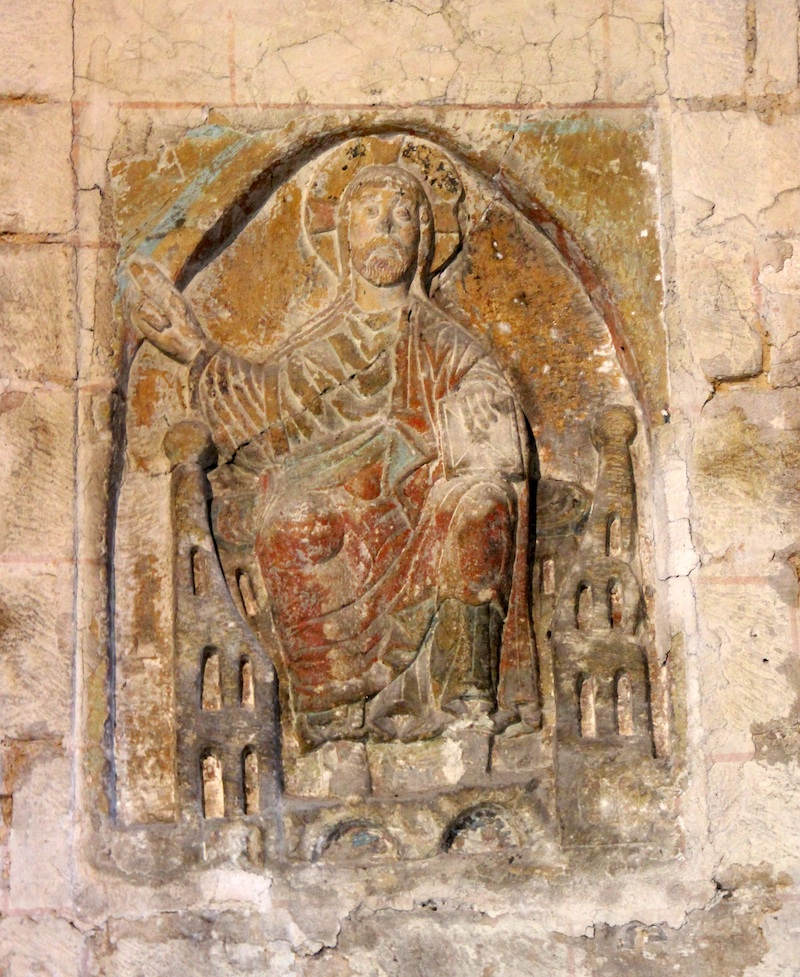
Relief du Christ en majesté, dans l'église Sainte-Radegonde de Poitiers
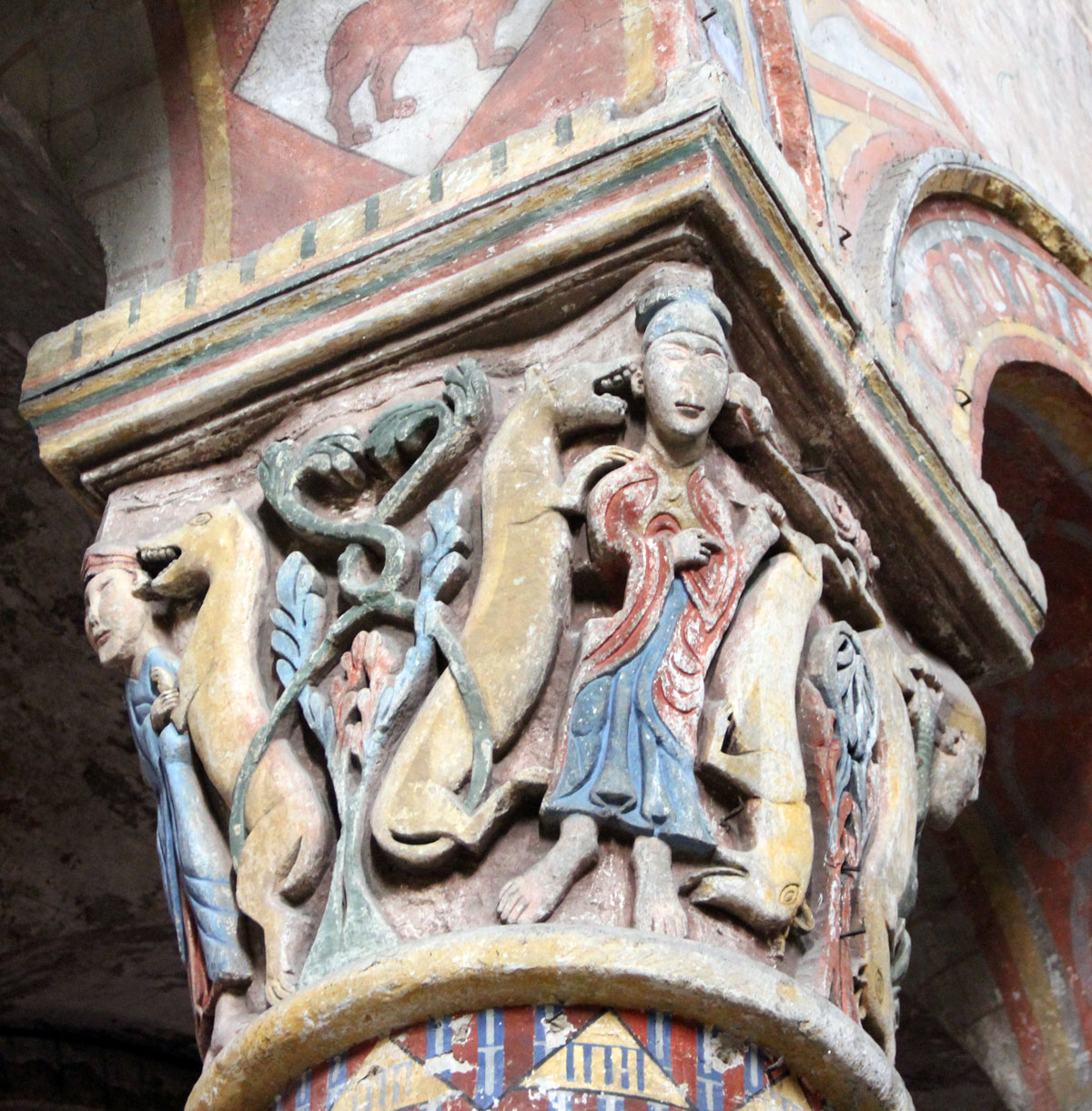
Capitale historique avec la scène de Daniel dans la fosse aux lions. Sainte-Radegonde.
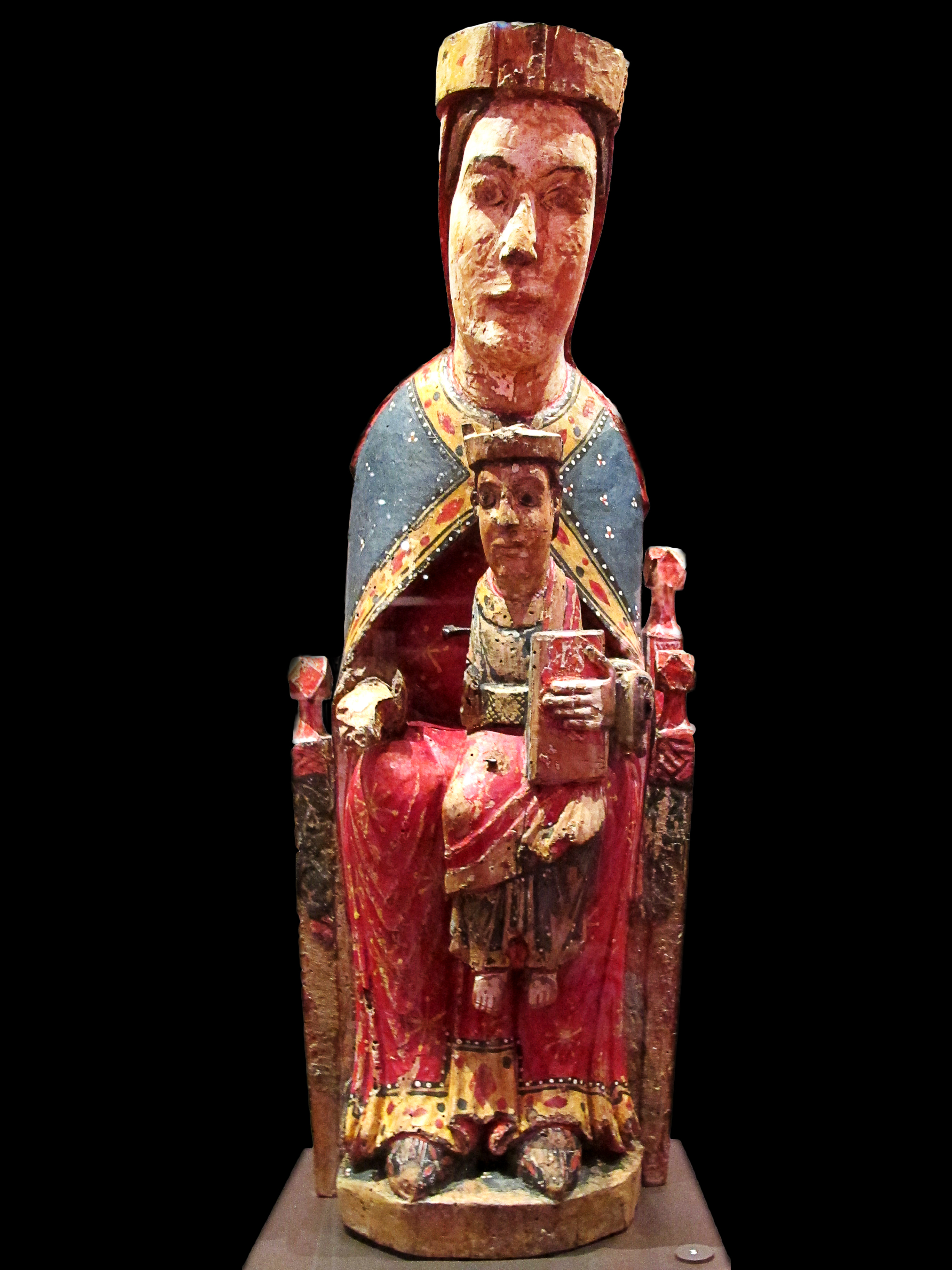
Vierge trônant, du Maître de Taüll.